# Carl Horn (Orgelbauer)
Carl (Karl) Horn (* 25. September 1859 in Hundsangen; † 15. Oktober 1932 in Limburg an der Lahn) war ein deutscher Orgelbauer der Spätromantik.
Er war von ca. 1897 bis 1932 in Limburg an der Lahn ansässig und errichtete zwischen 70 und 80 Orgeln überwiegend in katholischen Kirchen des Bistums Limburg – unter anderem im Taunus, im Rheingau und gerade auch im Westerwald. Unterstützt wurde er dabei durch den aus Kransberg im Taunus stammenden, im Jahr 1899 zum Orgel- und Glockensachverständigen des Bistums berufenen Seminarlehrer Karl Walter in Montabaur, der den Bau der „neuen“ Orgel maßgeblich förderte. Während bei Horns Vorgänger in Limburg, den Gebrüdern Keller, in der Spätphase noch der Übergang von der hoch- zur spätromantischen Orgel spürbar ist, entsteht bei Carl Horn durchweg ein „spätromantischer“ Orgeltypus, der zwar auf den orgelbaulichen Errungenschaften der Hochromantik basiert (deren Grundprinzipien hatte im Jahr 1888 Johann Gottlob Töpfer in einem Standardwerk beschrieben – Literatur, die höchstwahrscheinlich auch Carl Horn von seiner Ausbildungs- bzw. Lehrzeit her kannte), diesen aber sowohl klanglich (in Form noch stärkerer Lastigkeit der Grundstimmen, eines häufigen Wegfalls der Klangkronen etc.) wie technisch (durch die Einführung der röhrenpneumatischen Traktur anstelle der mechanischen) weiterentwickelt.

## Leben
Der Orgelbaumeister Carl Horn wurde am 25. September 1859 in Hundsangen (Kreis Westerburg) als Sohn des Schreiners Johann Horn und dessen Ehefrau Anna Maria (geb. Kalteier) geboren und katholisch getauft. Er absolvierte zunächst eine Schreinerlehre (evtl. in der Werkstatt seines Vaters). Wann und bei wem allerdings Carl Horn seine Orgelbauerlehre und „seinen Meister“ gemacht hat, ist derzeit leider noch unklar. Es gibt aber zwei Indizien, dass seine Lehrwerkstatt die Orgelbauwerkstatt der Gebrüder Keller in Limburg war bzw. dass er bei den Gebrüdern Keller gearbeitet oder zumindest Aufträge für sie übernommen hat: Zum einen wohnte er, als er am 31. Januar 1887 (noch lautet seine Berufsbezeichnung „Schreiner“) die in Limburg wohnende/tätige Dienstmagd Anna Maria Bendel aus Görgeshausen heiratete, bereits in derselben Straße, in der die Gebrüder Keller ihre Werkstatt hatten („[Im] Schlenkert“ Nr. 20, Wohnhaus und Werkstatt der Gebrüder Keller befanden sich genau gegenüber: „[Im] Schlenkert“ Nr. 11). Zum anderen zeigt eine Aufschrift auf einem Brett der alten Balganlage der Orgel in der St. Georgskirche Pfaffenwiesbach (Wortlaut: „Carl Horn, Limburg/Lahn, den 30ten Juli 1894 montiert“), dass Carl Horn – die Rechnung für die genannten Arbeiten stellte noch immer die Fa. Keller – schon im Auftrag der Fa. Keller als Orgelbauer unterwegs war, bevor er überhaupt eine eigene Werkstatt hatte.
Evtl. zusammen mit der Einrichtung einer eigenen Werkstatt ganz in der Nähe der Gebrüder Keller zog das Ehepaar schon in eine Wohnung in der Holzheimer Straße 16 um, wo der Orgelbaumeister bis zu seinem Tode wohnte. Der Rentner Adam Horn, wohl ein Verwandter Carl Horns, teilte am 17. Oktober 1932 dem Standesamt Limburg mit, dass der in Limburg wohnende (nunmehr als „Orgelbaumeister“ bezeichnete) Karl (Carl) Horn am 15. Oktober 1932 nachmittags um 18:15 Uhr im Alter von 73 Jahren gestorben sei.

## Geschichte der Orgelbau-Anstalt

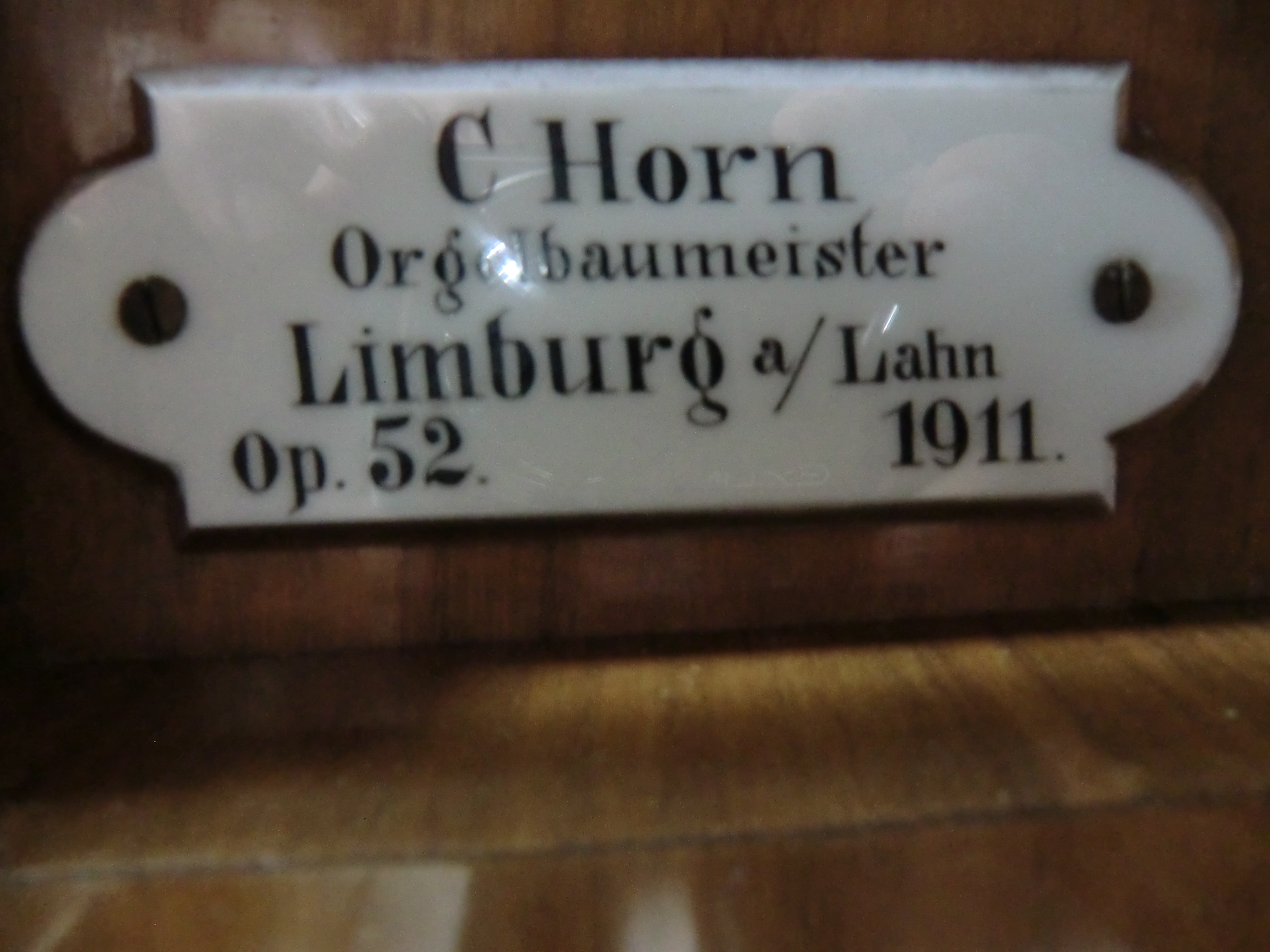
Horn-Orgel in Pfaffenwiesbach (1911) – Werkstattschild am Spieltisch

Nach dem Tod des Firmenchefs Michael Keller am 6. September 1894 stellte die Orgelbauwerkstatt der Gebrüder Keller in Limburg mit dem Jahr 1895 ihren Betrieb ein; ihren Restbestand übernahm die Werkstatt Johannes Klais Orgelbau in Bonn. Als Nachfolgefirma begann die Orgelbau-Anstalt Carl Horn wohl Ende 1895 oder Anfang 1896. Ihre Firmenadresse wird dann 1896 in einem Adressbuch der Stadt Limburg veröffentlicht, wonach das Werksgelände verkehrsgünstig südlich des Bahnhofs in der Holzheimer Straße 10d lag; wohl bereits vor 1926 jedoch verlagerten sich anscheinend sowohl die Firma wie auch die zugehörige Orgelbaumeisterwohnung in die Holzheimer Straße 16 (wahrscheinlich handelte es sich aber bei der Adresse Holzheimer Straße 10–16 um einen größeren, zusammenhängenden Gebäudekomplex, der die gesamte Straßenecke Holzheimer Str. – Stephanshügel einnahm). Diese Verschiebung der Hausnummern könnte auf eine Vergrößerung der Werkstatt im Laufe der Zeit hindeuten. Hinzu kommt die Tatsache, dass Carl Horn z. B. auf seinen 1911 herausgegebenen Briefbögen seine Werkstatt selbst als „Orgelbau-Anstalt“ bezeichnet, was offensichtlich etwas Umfangreicheres bezeichnete als einen kleinen Handwerksbetrieb. Spätestens 1911 darf man also davon ausgehen, dass sich die Werkstatt Carl Horns aus einem anfänglich wohl eher kleinen Handwerksbetrieb in eine doch recht ansehnliche Firma gemausert hatte, die im Stande war, den bestehenden Bedarf an Orgelneubauten nicht nur quantitativ, sondern auch qualitativ zu decken.

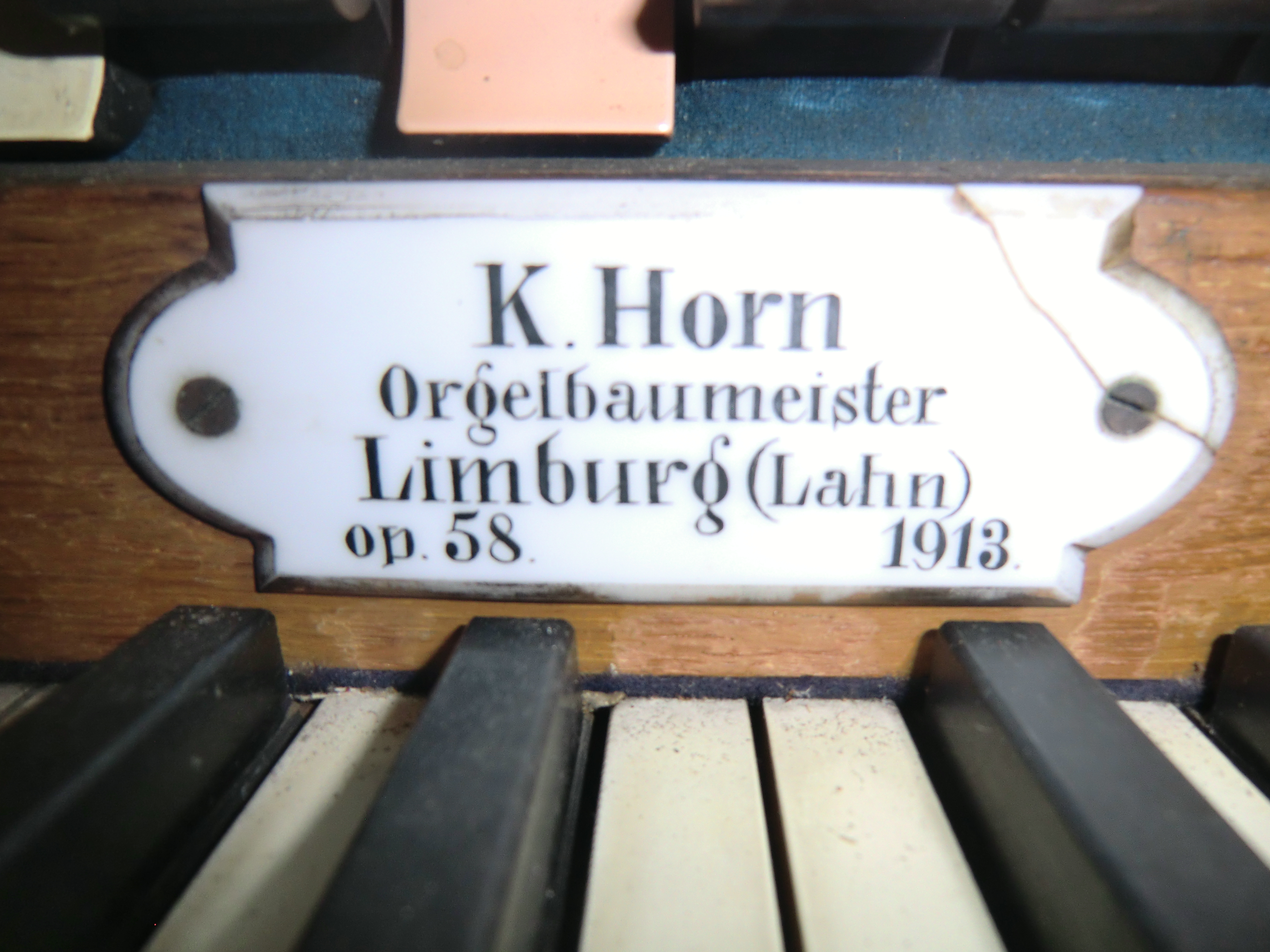
Ehem. Horn-Orgel in Aulhausen (1913) – Werkstattschild am ausgelagerten Spieltisch

Für welche Kirche Carl Horn sein Op. 1 erbaut hat, ist unsicher; womöglich war Horns Op. 1 auch nicht für eine Kirche bestimmt, sondern sein „Meisterstück“. Sein Op. 2 entstand im Jahr 1897 für Welschneudorf, St. Johannes der Täufer (I/P/7), und war mit einiger Sicherheit seine erste Orgel auf dem Gebiet des Bistums Limburg. Das bisher dokumentierte kleinste Orgelwerk errichtete er in der altlutherischen Kirche in Gemünden (Westerwald) im Jahre 1903 (I/4, kein Pedal), das größte in Frankfurt-Schwanheim, St. Mauritius, im Jahre 1907/08 (II/P/28). Irgendwann zwischen 1905 und 1911 vollzog sich, evtl. auch bedingt durch die zunehmende Inanspruchnahme von Zulieferfirmen, ein Wandel in der Art und Weise, wie Carl Horn seine Orgeln baute: Unabhängig von der Einführung der Pneumatik, die sich bei Horn schon um 1900 nachweisen lässt (z. B. Wernborn), verändert sich z. B. die Gestaltung/Bauweise der Spieltische; auch die Pfeifen der Großen Oktave werden zunehmend aus Zink hergestellt. Das (bisher bekannte) letzte Orgelwerk Horns entstand um 1930 für Lykershausen, St. Johannes (Abnahme 1930).
Inzwischen wurde mehr und mehr deutlich, dass mit der sog. „Orgelbewegung“ auch die spätromantische Orgel sowohl wegen ihrer („fabrikmäßigen“) Herstellung, v. a. aber auch wegen ihrer Konzeption bzw. ihres Klangbildes in eine schwere Krise geraten wird. In Deutschland förderten in den 1930er Jahren Protagonisten wie Hans Henny Jahnn, Albert Schweitzer oder auch Karl Straube die frühbarocke (norddeutsche) Orgel. Auch der spätromantische (deutsche) Orgeltyp, wie ihn noch Carl Horn Zeit seines Lebens gebaut hatte, geriet immer mehr in Misskredit und war mit einem Mal „unmodern“. Und so kann man vielleicht auch in den Geschmacksveränderungen im Orgelbau eine der Ursachen sehen, aufgrund derer die Fa. Horn um 1930 ihre Tätigkeit einstellte (zumal Carl Horn im Jahr 1932 starb). Der Orgelbauer Eduard Wagenbach (1903–1986) trat schließlich mit dem Bau der neuen Orgel in Niederelbert (II/P/17) im Jahre 1932 – ein Instrument, das dispositorisch zwar noch mit einem Fuß in der Spätromantik (vier Register sind 8′-Streicherstimmen) steht, aber auch schon (v. a. im Schwellwerk) neobarocke Erweiterungen aufweist – die Nachfolge Carl Horns an. Ob allerdings Wagenbach die Werkstattgebäude der Orgelbau-Anstalt Carl Horn einfach übernahm oder nicht vielmehr in die „Holzheimer Str. 6“ umzog, wo sein Sohn Peter noch bis ungefähr zur Wende zum 21. Jahrhundert Orgeln baute, ist unklar. Jedenfalls übernahm die Fa. Wagenbach den Aktenbestand Horns, der dann zusammen mit dem Firmengebäude im Zweiten Weltkrieg durch einen Bombentreffer in der Nähe des Limburger Bahnhofs vollständig eingeäschert wurde, so dass sich Nachforschungen über den Orgelbauer Horn und seine Wirksamkeit sehr schwierig gestalten.
Seit dem 16. November 2016 wird die größte in ihrer Substanz erhaltene, allerdings leider auch zum Teil umgebaute Orgel Carl Horns in der St. Annakirche Herschbach (Westerwald) in Klang und Funktionsweise in mehreren Videos vorgestellt. Die Orgel in der St. Georgskirche Pfaffenwiesbach – ein mittelgroßes Werk des Orgelbauers – ist innerhalb von 11 Jahren (2009-2020, incl. Vorplanungen) zur „Carl-Horn-Gedächtnis-Orgel“ rückgebaut und erweitert worden; sie hat nun 20 klingende Register (davon neun Originalregister [o], sechs Rekonstruktionen [r], zwei bis drei Nachbauten [n] sowie zwei Register aus den Jahren 1969/1970 [+]); das Instrument weist heute folgende Disposition auf:
| I Manual C–f3       |      |       |
| Principal           | 08′  | [o]   |
| Bourdon             | 16′  | [o]   |
| Hohlflöte           | 08′  | [o]   |
| Quintatön           | 08′  | [r]   |
| Gamba               | 08′  | [r]   |
| Oktave              | 04′  | [o]   |
| Cornett II-IV       | 2/3′ | [o/n] |
| Melodiekoppel I/II0 |      | [o]   |
| Manualkoppel II/I   |      | [o]   |
| Superkoppel II/I    |      | [o]   |
| Tremulant           |      |       |
| Zimbelstern VI      |      |       |

| II Manual C–f3         |       |     |
| Geigenprincipal        | 08′   | [r] |
| Gedeckt                | 08′   | [o] |
| Salicional             | 08′   | [r] |
| Dolce                  | 08′   | [r] |
| Aeoline                | 08′   | [o] |
| Vox coelestis (ab c°)0 | 08′   | [o] |
| Flauto traverso        | 04′   | [n] |
| Waldflöte              | 02′   | [+] |
| Mixtur III             | 1 ⁄3′ | [+] |
| Clarinette             | 08′   | [n] |
| Subkoppel II/II        |       | [n] |
| Superkoppel II/II      |       | [n] |

| Pedal C–d1     |     |     |
| Subbass        | 16′ | [o] |
| Violonbass     | 08′ | [o] |
| Posaunenbass0  | 16′ | [n] |
| Pedalkoppel I  |     | [o] |
| Pedalkoppel II |     | [o] |

## Bauweise der Instrumente

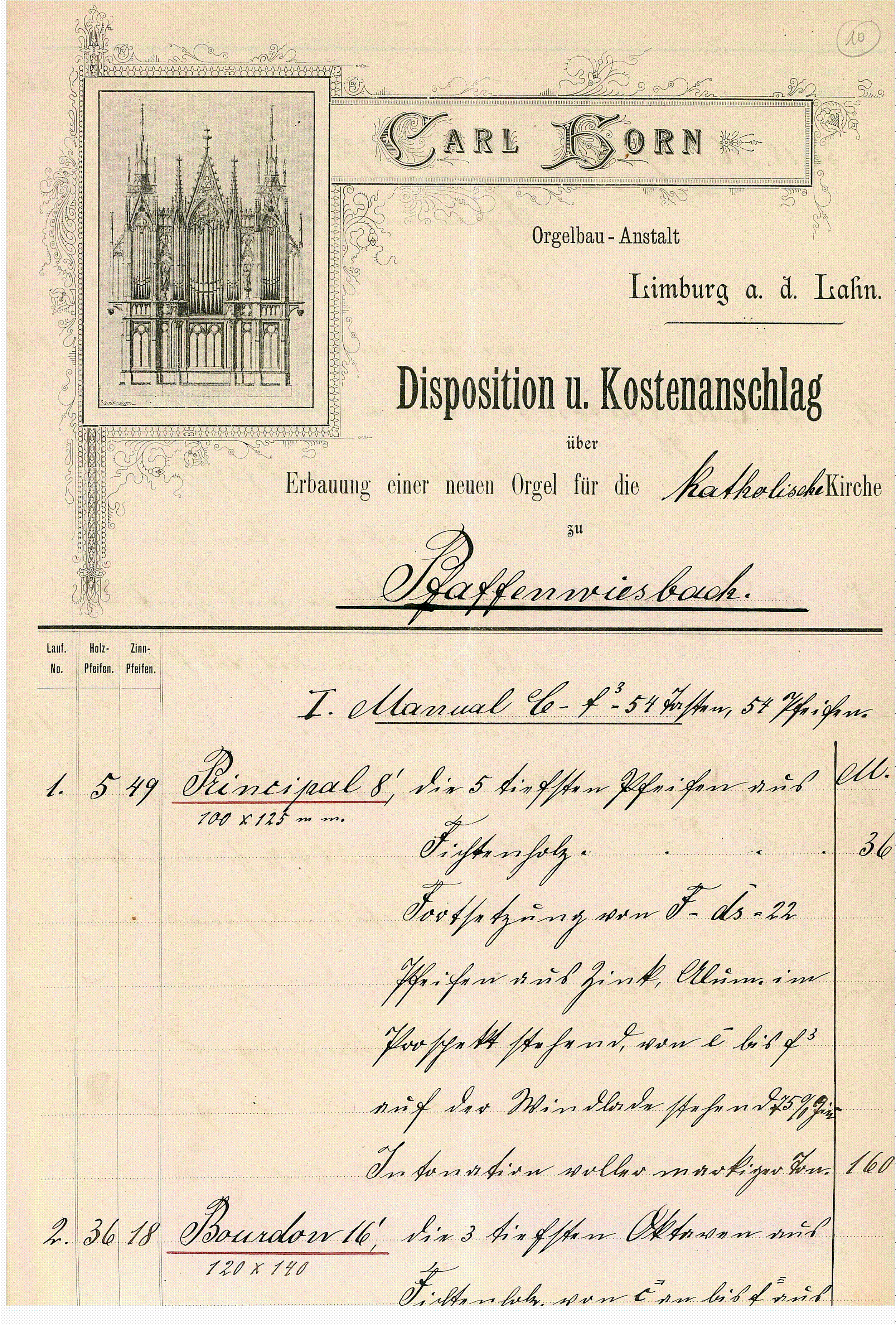
Orgelbauer Carl Horn: Disposition und Kostenanschlag über Erbauung einer Orgel in der katholischen Kirche zu Pfaffenwiesbach (Seite 1)

### Orgelgrößen
Bezüglich der Orgelgröße galt für Horn das Prinzip, Instrumente mit bis zu sieben Registern einmanualig zu bauen (vgl. Gemünden [I/4]; Sauerthal [I/P/5]; Winkels [I/P/6]; Welschneudorf, Eppenrod, Daisbach, Holzhausen und Wirzenborn [jeweils I/P/7]). Orgeln ab acht Registern, die bei Horn statistisch weit überwiegen, legte er zweimanualig an:
- Diez (JVA), Westernohe, Oberahr, Kalbach (jeweils II/P/8);
- Wernborn, Aulhausen und Niedergladbach (jeweils II/P/9);
- Ransel, Girod, Wilsenroth, Hundsangen (?) und Sonnenberg (jeweils II/P/10);
- Lindenholzhausen (II/P/11);
- Eddersheim, Berod und Wiesbaden/Dreifaltigkeit (jeweils II/P/12);
- Niederlahnstein (II/P/14);
- Fischbach, Pfaffenwiesbach und Limburg/St. Anna (jeweils II/P/15);
- Eckenheim – später Hartenfels (II/P/16);
- Langendernbach, Eschhofen und Salz (II/P/18);
- Niederzeuzheim und Limburg/Stadtkirche (II/P/19);
- Erbach (II/P/22);
- Herschbach (II/P/26);
- Schwanheim (II/P/28).

### System

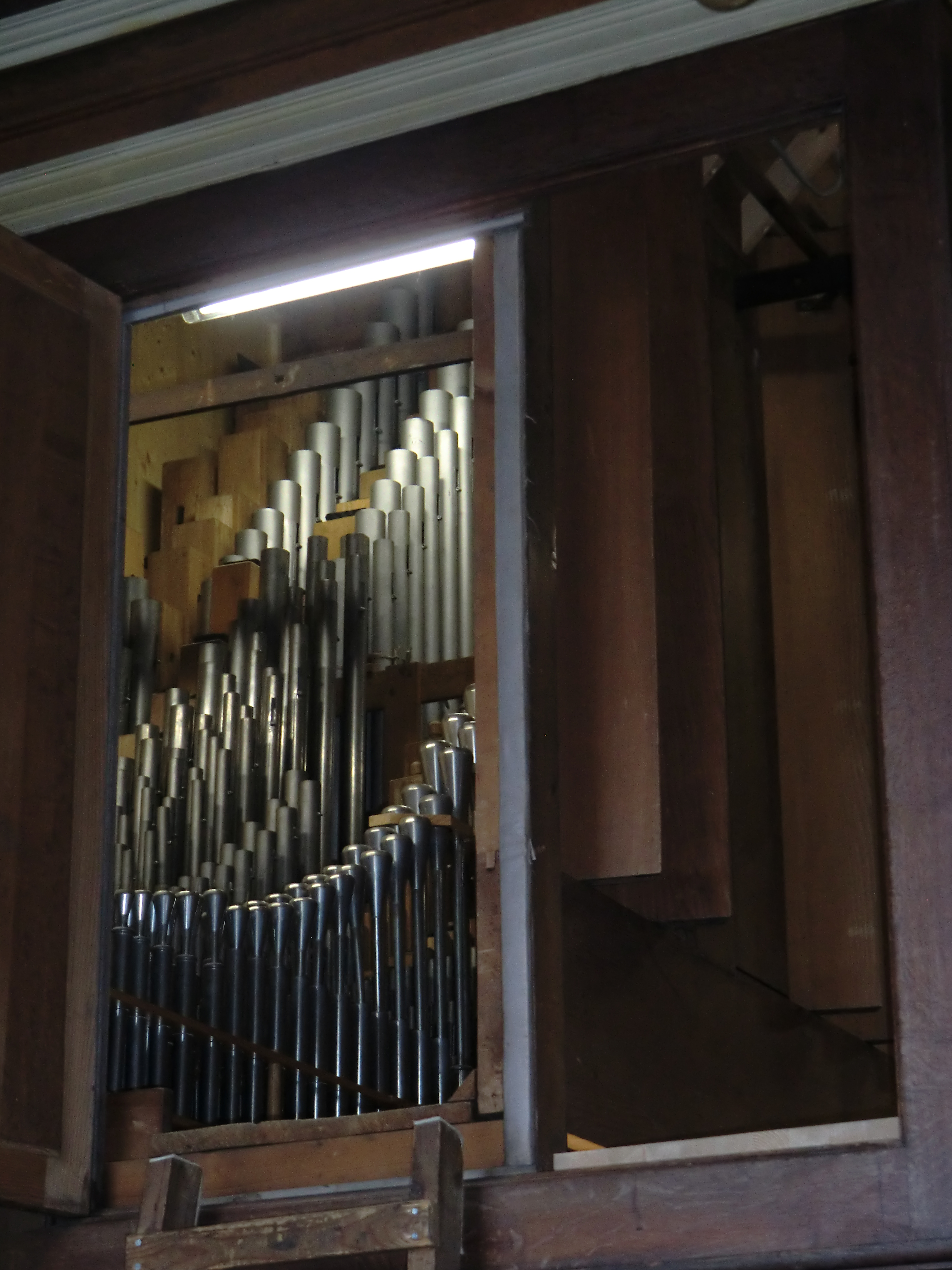
Horn-Orgel in Herschbach (1915) – Blick ins Schwellwerk

Als Windladentyp baute Carl Horn ausschließlich Kegelladen. Das Traktursystem änderte sich im Laufe der Zeit:
- Gerade in den ersten Jahren seiner Tätigkeit stattete er noch einmanualige Orgeln (vgl. Sauerthal, Winkels und Kölbingen-Möllingen)[28] mit mechanischen Trakturen[29] aus, so dass die Aussage, Horn habe „durchweg Kegelladen mit pneumatischer Traktur“[30] gebaut, nicht zutreffend ist. Diese noch mechanischen Instrumente haben dann, um komplizierte Trakturführungen zu vermeiden, keinen freistehenden, sondern einen seitlich an das Orgelgehäuse angebauten Spieltisch mit Klappdeckel und Notenpult. Die Registerzüge sind noch als Manubrien angelegt (vgl. z. B. Sauerthal); deren geschnörkelte Beschriftung und Schreibweise (z. B. bei „Subbass“) erinnern noch sehr an die Registermanubrien des Orgelbauers Michael Keller. Ebenso weist die mechanische Trakturführung Ähnlichkeiten zu Keller auf (vgl. z. B. Sauerthal): Die Pedaltraktur verläuft über den Emporenboden, dann folgen die Zugabstrakten der Manubrien und unter der Manualwindlade verläuft die Manualtraktur (vgl. Bild unten). Bereits die Orgel in Wernborn (1900) war jedoch schon rein pneumatisch und die in Winkels (1904) hatte – ein Kuriosum – eine gemischte Traktur: Das Manual war noch mechanisch, das Pedal pneumatisch. Dabei gibt es des Weiteren in Horns „Frühphase“ auch Spieltische (vgl. dazu z. B. die pneumatische Orgel in Eppenrod [1906]), dessen Details auf eine enge Zusammenarbeit mit der Fa. Weigle in Echterdingen hinweisen, was auch zumindest für einen Teil des Pfeifenwerks gilt.[31]

|  |  |  |  |  |

- In späteren Jahren baute Horn ausnahmslos (röhren-)pneumatische Trakturen.[32] Er griff also auf ein System zurück, dass um 1890 seinen Siegeszug angetreten hatte und das eine größere Zuverlässigkeit zeigte als z. B. die mechanischen Kegelladen („hängenden Trakturen“), die Carl Horns Vorgänger in Limburg, die Gebrüder Keller, noch bauten und deren Funktionstüchtigkeit stark witterungsabhängig ist; dieses mechanische System führt im Sommer teilweise zu Aussetzern und im Winter zu Heulern. Mit der Pneumatik „(…) hatte der Orgelbau eine Technologie gefunden, die es erlaubte, den Weg der Orgel zum Tasten regierbaren Orchester zu Ende zu gehen – obwohl auch viele schon sahen, dass er bald in einer Sackgasse enden würde.“[2] Die Pneumatik erleichtert zwar bei weitem die Spielbarkeit der Orgeln, ermöglichte den Bau besonderer Spielhilfen und vermeidet komplizierte Trakturführungen, zeigt aber z. B. in puncto Spielpräzision diverse Schwächen.

|  |  |  |  |  |

Das pneumatische System ermöglichte es Horn auch, ggf. problemlos von den an die Gehäuse angebauten Spieltischen abzuweichen. Da bei der pneumatischen Kegellade die Verbindung von Taste zu Spielventil in der Windlade sehr flexibel durch Hartbleiröhren hergestellt wird, konnte er nun freistehende Spieltische aus astfreiem Kiefernholz im Stil des Gehäuses (meist) mit Sicht zum Altar realisieren (vgl. z. B. Wernborn, Pfaffenwiesbach, Ransel, Aulhausen, Wilsenroth, Oberahr; vgl. dagegen aber JVA-Kapelle Diez: Hier blickt der Organist auf das Orgelgehäuse). Während so mancher Spieltisch in der Frühzeit (vgl. z. B. der in Girod [1905]) anscheinend noch Eigenbau sind und den Chororgel-Spieltischen eines A. Cavaillé-Coll sehr ähnlich sehen, wandelt sich auch deren Aussehen spätestens ab 1911 [vgl. z. B. Pfaffenwiesbach] grundsätzlich; für die 1919 erbaute (inzwischen abgebrochene) Orgel in Oberahr sind noch Rechnungen erhalten, die zeigen, dass Horn neben Pfeifenwerk auch diese Spieltische, die sich alle sehr ähnlich sehen, von der Fa. E.F. Walcker in Ludwigsburg bezog. Sie wurden wie folgt ausgestattet:
- Das Innere ist in Nussbaum furniert und poliert.
- Die Spieltische besitzen abgerundete Seitenbacken, einen abschließbaren Rolldeckel und einen nach oben klappbaren Notenpult.
- Die Untertasten der Klaviaturen mit weißem Zelluloid, die Obertasten mit Ebenholz belegt (Klaviaturumfang: von C–f3).
- Die Klaviaturbacken sind poliert und oben geschwungen.
- Die leicht herausnehmbare Pedalklaviatur wurde aus Buchen- (Untertasten) und Birnbaum (Obertasten) oder auch aus Buchen- und Eichenholz gefertigt und ist mit starken Stahlfedern versehen (Klaviaturumfang: von C–d1).
- Die Registerzüge reihen sich über der/den Klaviatur(en) in Form der damals neuesten Konstruktion sog. „Druckhebel“ (Kippschalter) aneinander, wobei die Registerreihe eines jeden Werkes (sofern vorhanden) meist mit einer Prinzipalstimme beginnt; ihre Anordnung lautet immer (von links nach rechts): I. Man. (= Hauptwerk), II. Man. (= Nebenwerk), Pedal; die Registerschalter für das I. Man. sind mit weißen, die für das II. mit rosa und die für das Pedal mit grünen Deckplatten beklebt;[35] die Registerbezeichnungen auf den Kippschaltern sind zwei- bis dreizeilig angelegt (vgl. z. B. Ransel): Die obere (und bei langen Registernamen die mittlere) Zeile gibt den Registernamen wieder, die mittlere bei Mixtur, Cornett o. ä. die fach-Angabe, die untere die Fußzahl (bei den Klangkronen orientiert sich die Fußzahl am größten Chor); die Koppelzüge zu jedem Werk sind ebenfalls als Kippschalter angelegt und folgen auf die Registerzüge der klingenden Register eines jeden Werkes (zur besseren Orientierung sind sie so farblich gestaltet, dass man schon am Schalter selbst sehen kann, welches Werk (obere Farbe) auf welches Werk (untere Farbe) gekoppelt wird).

- Feste Kombinationen (z. B. p, f, Tutti) und Auslöser (0) sind als Druckknöpfe unter der Klaviatur des I. Man. angebracht.
- Innen am Spieltisch befindet sich bei vielen Horn-Orgeln ein Firmenschild aus Porzellan mit Erbauungsjahr (vgl. z. B. Sauerthal), manchmal auch einschließlich einer Opuszahl (vgl. z. B. Diez JVA-Kapelle, Pfaffenwiesbach, Ransel, Aulhausen, Wilsenroth).

Die Orgelbank ist aus Fichtenholz gefertigt und hat einen Notenbehälter.
Die Windladen Horns sind (in den meisten Fällen) pneumatische Kegelladen aus Kiefern- und Eichenholz mit einschlagenden Kegeln. Die Kegelventile werden dabei durch Ledermembranen in Form eines Säckchens angehoben. Für sehr feuchte Kirchen bot Horn überdies die Möglichkeit an, die Membranen an den Enden mit Aluminiumkappen auszustatten, um ein Aufgehen der Membranen zu vermeiden. Zu den einzelnen Werken baute er dann entweder einfache oder doppelte Relais (je nach Werkgröße). Bei den kleinen und mittelgroßen zweimanualigen Instrumenten befindet sich der Stimmgang zwischen I. und II. Manual und die Pedallade ist hinter dem II. Manual angeordnet (vgl. z. B. JVA-Kapelle Diez, Pfaffenwiesbach, Ransel, Wilsenroth, Oberahr), so dass man dieses durchaus auch als eine Art „Pedalergänzung“ verstehen kann. Bei der Orgel der JVA-Kapelle Diez besteht ein kleiner Niveauunterschied zwischen der Windlade des I. und denen des II. Man. bzw. Pedals. Die Reihenfolge der Register auf der/den Windlade(n) entspricht nicht der Registerreihenfolge am Spieltisch (vgl. z. B. Pfaffenwiesbach).
Nur für die Orgel in Herschbach ist derzeit definitiv bekannt (weil noch erhalten), dass Horn das II. Man. als Schwellwerk mit Jalousien geplant und gebaut hat. Da hier auch noch der alte Prospekt von Schöler Wiederverwendung fand, ergibt sich eine etwas eigentümliche Anordnung der drei Werke: Im alten Gehäuse stehen die Register des I. Man. – verteilt auf zwei Ebenen übereinander (der untere Pfeifenprospekt ist stumm), dahinter befindet sich – auf der linken Seite und erhöht angeordnet - das Schwellwerk (worin die Pfeifen aus Platzgründen eine chromatische Aufstellung finden) und – auf der rechten Seite - das Pedalwerk (zunächst ebenerdig die Pfeifen der Großen Oktave und – dann weit erhöht - das restliche Pfeifenwerk des Pedals mit einem Stimmgang davor).

### Disposition, Pfeifenwerk und Stimmung
Carl Horn disponierte dem Zeitgeschmack entsprechend seine Werke spätromantisch. Bezüglich der Disposition der Orgeln Carl Horns sei hier zunächst seine kleinste (Gemünden) und seine größte (Schwanheim) zitiert:
Gemünden:
| I Manual C–f3   |    |
| Geigenprincipal | 8′ |
| Gedeckt         | 8′ |
| Salicional      | 8′ |
| Gemshorn        | 4′ |

Schwanheim:
| I Manual C–f3 |      |
| Bourdon       | 16′  |
| Principal     | 8′   |
| Gedeckt       | 8′   |
| Hohlflöte     | 8′   |
| Gamba         | 8′   |
| Gemshorn      | 8′   |
| Dolce         | 8′   |
| Oktave        | 4′   |
| Rohrflöte     | 4′   |
| Waldflöte     | 2′   |
| Mixtur IV     | 2/3′ |
| Cornett II–IV |      |
| Trompete      | 8′   |

| II Manual C–f3        |    |
| Geigenprincipal       | 8′ |
| Lieblichgedeckt       | 8′ |
| Flauto amabile        | 8′ |
| Quintatön             | 8′ |
| Salicional            | 8′ |
| Aeoline               | 8′ |
| Vox coelestis (ab c°) | 8′ |
| Flauto traverso       | 4′ |
| Sesquialtera I-II     |    |

| Pedal C–d1    |     |
| Principalbass | 16′ |
| Subbass       | 16′ |
| Salicetbass   | 16′ |
| Violonbass    | 8′  |
| Flötbass      | 8′  |
| Posaunenbass  | 16′ |

Wenn man die Schwanheimer Disposition im I. Manual (vgl. z. B. Langendernbach) oder auch im II. Man. (vgl. z. B. Oberahr) noch um ein Gemshorn 4′, im II. Man. um eine Flauto dolce 4′ (vgl. z. B. Limburg/Stadtkirche), eine Portunalflöte 4′ (vgl. z. B. Limburg/St. Anna), eine Flöte 4′ (vgl. z. B. Girod), eine Fugara 4′ (urspr. Herschbach) oder um eine Harmonia aetherea dreifach bzw. eine Klarinette 8′ (vgl. Herschbach) sowie im Pedal um einen Violonbass 16′ (vgl. z. B. Limburg/Stadtkirche), einen Dolcebass 16′ bzw. einen Principalbass 8′ (vgl. z. B. Herschbach) erweitert, erhält man den maximalen Registerfundus von insgesamt 37 oder 38 Registern, aus dem Carl Horn wie in einem Baukastensystem die Disposition jedes seiner Instrumente je nach Größe der Kirche bzw. Kundenwunsch zusammenstellte.
Im Großen und Ganzen disponierte Horn seine Orgeln also so wie die größeren/großen Orgelbaufirmen (Walcker/Ludwigsburg, Klais/Bonn, Weigle/Echterdingen, Link/Giengen uva.) und wie andere regionale Orgelbauer seiner Zeit (vgl. z. B. seine Vorgänger in Limburg, die Gebrüder Keller, oder die Orgelbauer Gustav Rassmann in Möttau sowie Friedrich Voigt in Igstadt in ihrer Spätphase, die Gebrüder Bernhard in Gambach, die Fa. Förster in Lich oder die Fa. Heinrich Vogt in Biebrich) „spätromantisch“. Dabei baute auch er auf den stilistischen Vorgaben der Hochromantik auf, die beispielsweise schon bei dem Orgelbauer Georg Friedrich Steinmeyer (1819–1901) nachvollzogen werden können:
- Die Principalbasis wird (auch schon bei kleinster Registerzahl) vom 4′ auf den 8′ vertieft. Auch Carl Horn achtet nicht nur darauf, dass im Manual (bzw. im I. Manual) aus jeder Registerfamilie (Prinzipale, Flöten, Streicher) mindestens eines in der 8′-Lage vorhanden ist; dadurch kommt z. B. auch bei Kleininstrumenten mit 4 Registern ein Principal 8′ vor (dann bei Horn aber Geigenprincipal 8′; vgl. Gemünden und Sauerthal).[48]
- Die Prinzipal-Mixtur repetiert nicht und steht auf 22/3′-Basis; eine Terz kann beigemischt werden, um mehr Klangfülle zu erreichen, so dass ein „Mixturcornett“ bzw. eine „Cornettmixtur“ als Mischform entsteht. Bei Carl Horn steht die Mixtur grundsätzlich nur im I. Manual, kommt auch nur bei größeren Instrumenten vor und kann auch durch ein Cornett oder deren Mischform Mixturcornett vertreten werden.[49]
- Der nach 1870 einsetzende Stilwandel (Verzicht auf die selbständige Oktav 2′ zugunsten neuer Klangfarben wie beispielsweise der Aeoline in Verbindung mit der Vox coelestis; Priorität der Gamba vor der Klangkrone) ist bei Horn allgemeine Praxis.
- Jedes Register mit jeweils spezifischer Klangfarbe ist sowohl Soloregister wie Teil eines Ensembles.
- Die bereits in der Hochromantik weggefallenen durchschlagenden Zungenstimmen baut auch Carl Horn nicht mehr. In den äußerst seltenen Fällen, in denen er überhaupt Zungenstimmen disponiert (wohl auch aus der Erfahrung heraus, dass vor Ort oft niemand verfügbar war, der sie nachstimmen konnte, kommen auch in seinen größten Instrumenten nicht mehr als drei vor), handelt es sich um aufschlagende Zungen.
- Die seit der Hochromantik übliche „Werkcharakteristik“ (I. Man. = Tonstärke und Fülle, II. Man. = selbständiges Begleitmanual und III. Man. = farbiges Schwellwerk) vertritt auch Horn, wobei von ihm keine dreimanualige Orgel existiert und er in dem einzigen, bisher bekannten Fall, in dem er ein Schwellwerk baute (Herschbach), die Charakteristiken von II. und III. im II. Man. verbunden hat.

Wenn Fischer schreibt, dass für die Hochromantik der Abwechslungsreichtum in den Klangfarben, allmähliches Aufregistrieren von der leisesten Stimme bis zum vollen Werk mit Fülle und strömender Klangflut das Ideal der Zeit gewesen seien, dann trifft das auch auf Horn zu, wobei sich auch bei seinem, nunmehr „spätromantischen“ Orgeltypus die stilistischen Entwicklungen der Hochromantik ins Extrem verschärfen: So überwiegen die Grundstimmen („Äquallage“) bei weitem, wodurch ein sehr grundtöniger Klang entsteht, und verdrängen kleinere Fußlagen fast ganz (die Orgel in Pfaffenwiesbach [1911] z. B. hatte bei 15 Registern nur einen 4′ und eine Mixtur); bereits mittelgroße Instrumente erhalten im I. Man. einen Bourdon 16′ als Basis. Gerade bei den zweimanualigen Orgeln dient im II. Manual eine ganze Palette an Streicherstimmen in der 8′-Lage als „Schwellwerkersatz“, wodurch schon in relativ kleinen Instrumenten möglichst viele Klangschattierungen und Lautstärken vertreten sind; dabei allerdings bewirkt das Zusammenklingen vieler Register gerade im II. Man. meist keinen merklichen Unterschied.
Auf folgende Eigenheiten, die sich (auch) bei Carl Horn im dispositorischen Bereich zeigen, soll außerdem noch hingewiesen werden:
- Bei einmanualigen Orgeln bis sechs Registern wird bei Horn in der 4′-Lage nur ein Prinzipalvertreter (Flöte oder Streicher) gebaut, ab sieben Registern immer auch eine Oktave 4′.
- Auf den Prinzipalchor (8′ und 4′) folgt bei Horn bei entsprechender Orgelgröße immer gleich eine Mixtur (Rauschquinte), ein Cornett oder dessen Mischform Mixturcornett.[53] Horns „kleine“ Mixtur (zwei- bis dreifach) im I. Man. (vgl. z. B. Ransel, früher auch Girod und Pfaffenwiesbach) repetiert nicht und führt ab c° einen 4′-Chor mit.[54] Die Bauweise dieser „kleinen“ Mixtur bildet zugleich den „Grundstock“ bzw. das „Grundgerüst“ für seine auf c° und c2 repetierende „mittelgroße“ bzw. „große“ Mixtur (drei- bis vierfach: z. B. Herschbach oder vierfach: z. B. Erbach, Schwanheim), die folglich mit ansteigendem Plafonds gebaut sind: Bei drei- bis vierfacher Besetzung tritt von C-h1 noch ein 11/3′-Chor, ab c2 sogar ein 8′-Chor hinzu.[55] Im Falle der Vierchörigkeit (kein Exemplar mehr vorhanden) ist zu vermuten, dass Horn im Bereich der Großen Oktave C-H (bei einer Mixtur 22/3′ 3-4fach ist nur diese dreifach) noch einen 1′-Chor ergänzt hat. Zur Besetzung des Mixturcornett vgl. die Tabelle unten.
- Register wie Quintatön 8′ (Limburg/Stadtkirche, Schwanheim [im II. Man.!], Eschhofen, Pfaffenwiesbach, Salz und Herschbach), Gemshorn 8′ im I. Man. (vgl. Schwanheim, Erbach und Herschbach), Rohrflöte 4′ (vgl. Limburg/Stadtkirche, Schwanheim, Erbach und Herschbach) und Waldflöte 2′ (vgl. Schwanheim und Herschbach) im I. Man. sowie Flaut amabile 8′(vgl. Schwanheim, Erbach, Salz und Herschbach) und die Dolce 8′ (vgl. Fischbach, Eckenheim [?], Eschhofen, Pfaffenwiesbach, Salz [?] und Herschbach) hat Horn seltener gebaut; Register wie der wohl als Abschwächung des Subbass 16′ gedachte Gedecktbass 16′ (vgl. Eschhofen), die Portunalflöte 4′ (Limburg/St. Anna, evtl. dort ein von Köhler übernommenes Register), der Dolcebass 16′ (vgl. Herschbach), der Salicetbass 16′ (vgl. Schwanheim), die Harmonia aetherea dreifach und die Klarinette 8′ (zu beiden vgl. Herschbach) sind bei Horn sogar nur ein einziges Mal nachgewiesen.
- Die Flauto traverso 4′ disponiert Horn ausnahmslos nur im II. Man.; schon bei Orgeln mit 9 Registern (z. B. Wernborn) kommt dieses Register vor, es ist in seinen Dispositionen das am häufigsten gebaute 4′-Register im II. Man. und wird nur in sehr wenigen Ausnahmen entweder durch eine Flöte 4′ (vgl. Girod) oder ein Gemshorn 4′ (vgl. Wiesbaden/Dreifaltigkeit, Oberahr) vertreten; im letzteren Fall wird dann aber im II. Man. immer eine (Hohl-)Flöte 8′ und ein Gedeckt 8′ (ggf.) im I. Man. disponiert.
- Die ab c° geführte Streicherschwebung Vox coelestis 8′ (vgl. Limburg/Stadtkirche, Schwanheim, Eckenheim [?], Erbach, Eschhofen, Pfaffenwiesbach, Herschbach und früher auch in Wilsenroth) baut Horn nur dann, wenn auch eine Aeoline 8′ disponiert ist.
- Bei den größeren Orgeln Horns kann der Violonbass (16′- oder 8′-Lage) im Pedal einen Principalbass vertreten, auch da dieser stärker zeichnet.[56]
- An Zungenstimmen disponiert Horn am häufigsten die Trompete 8′ (Langendernbach, Eddersheim, Schwanheim, Eckenheim [?], Erbach, Herschbach), seltener schon den Posaunenbass 16′ (Langendernbach, Schwanheim, Herschbach) – und auch nur dann, wenn sich eine Trompete 8′ im I. Man. befindet – und ein einziges Mal (Herschbach) nur eine Klarinette 8′.

Auch die damals bei zweimaligen Instrumenten weit verbreitete Zuordnung bestimmter Register zu bestimmten Werken lässt sich ebenso bei Carl Horn finden: Prinzipale (abgesehen vom Geigenprincipal 8′) kommen lediglich im I. Manual (Hauptwerk) oder im Pedal vor; Hohlflöte 8′ (Ausnahme bei Horn: Niedergladbach, evtl. auch Aulhausen, Wilsenroth, Oberahr), Gamba 8′ und Trompete 8′ sind z. B. typische Register des I. Man., Gedeckt 8′ (Ausnahme bei Horn: Niedergladbach, Aulhausen, Oberahr) oder v. a. Salicional 8′ typische Register des II. Man.
Gerade den einzelnen Registern ist eine vielfach bewunderte Klangcharakteristik eigen, wobei die Zeitgenossen damals v. a. die orchestralen Klangwirkungen der Instrumente, die Verschmelzung aller Stimmen zu einer runden, geschlossenen Tonmasse sowie den kraftvollen und edlen Klang ohne hervortretende Schärfe lobten. Die folgende Tabelle gibt anhand von drei Beispielorgeln die Bauweise, die Mensuren Horns (für den Ton C) und eine Klangbeschreibung des jeweiligen Registers wieder, so wie es Horn gebaut bzw. selbst beschrieben hat (die Ergänzungen zur Pfeifenbauform sind aus Gutachten zu den Orgeln in der JVA-Kapelle Diez, in Pfaffenwiesbach und in Herschbach entnommen):
| Register                                                        | Bild | Bauform Pfaffenwiesbach/Herschbach | Mensur Limburg/Stadtkirche (1904) | Mensur Erbach (1909) | Mensur Pfaffenwiesbach (1910) | Klangbeschreibung                                                                             |
| --------------------------------------------------------------- | ---- | --- | --------------------------------- | -------------------- | ----------------------------- | --------------------------------------------------------------------------------------------- |
| Principal 8′                                                    |      | C–E Fichte mit Rollbärten und Stimmschiebern, F–dis1 Zink-Aluminium (Prospekt), e1–f3 Zinn (75 %), Prospektpfeifen mit aufgesetzten Rundlabien, Seiten- und tw. mit Rollbärten; in Eppenrod (1906) C-H Fichte mit Rollbärten und Stimmdeckeln. | 95×125 mm                         | 100×125 mm           | 112×125 mm                    | voller, markiger Ton (raumfüllender Klang)                                                    |
| Principalbass 8′                                                |      | Fichte | 116×147 mm                        | 124×158 mm           | –                             |                                                                                               |
| Oktave 4′                                                       |      | C–H Zink, c–f3 Zinn (75 %), Aufschnittsbärtchen | 85 mm                             | 85 mm                | 85 mm                         | ähnlich wie Principal 8′ (nur etwas milder intoniert)                                         |
| Sesquialtera I-II 22/3′                                         |      | 2/3′, 13/5′ (?); Zinn (75 %). | –                                 | –                    | –                             | „füllend und ohne Schärfe“, verstärkt den 8′-Ton;                                             |
| Cornett II-III 22/3′                                            |      | 2/3′, 2′, 13/5′ (ab c° oder c1); Zinn (75 %) | –                                 | –                    | –                             |                                                                                               |
| Cornett III 22/3′                                               |      | 2/3′, 2′, 13/5′; Zinn (75 %) | –                                 | –                    | –                             |                                                                                               |
| Cornett II-IV 22/3′                                             |      | 2/3′, 2′, 4′ (ab c° oder c2), 13/5′ (ab c° oder c1); Zinn (75 %); sehr weite Mensur. | –                                 | –                    | –                             |                                                                                               |
| Cornett IV 4′                                                   |      | 4′´, 22/3′, 2′, 13/5′; Zinn (75 %) | –                                 | –                    | –                             |                                                                                               |
| Mixturcornett III-IV 22/3′                                      |      | C-H: 22/3′, 2′, 11/3′; c°-h°: 4′, 22/3′, 2′ (13/5′); ab c1: 4′, 22/3′, 2′, 13/5′; Repetition bei c°; Zinn (75 %) | ?                                 | –                    | –                             |                                                                                               |
| Mixturcornett IV 22/3′                                          |      | C-H: 22/3′, 2′, 13/5′, 11/3′; c°-f3: 4′, 22/3′, 2′, 13/5′; Repetition bei c°; Zinn (75 %) | –                                 | –                    | –                             |                                                                                               |
| Mixtur II-III 22/3′                                             |      | 2/3′, 2′, 4′ (ab c°); keine Repetition; Zinn (75 %) | –                                 | –                    | 64 mm                         | mäßig starke Intonation, „mit angenehm frischen Ton ohne Schärfe“                             |
| Mixtur III 22/3′                                                |      | C-H: 22/3′, 2′, 11/3′; ab c°: 4′, 22/3′, 2′; repetierend auf c° (ansteigender Plafonds); Zinn (75 %) | –                                 | –                    | –                             | mäßig starke Intonation                                                                       |
| Mixtur III-IV 22/3′                                             |      | C-H: 22/3′, 2′, 11/3′; c°-h1 4′, 22/3′, 2′, 11/3′; ab c2: 8′, 4′, 22/3′, 2′; repetierend auf c° und c2(ansteigender Plafonds); Zinn (75 %) | –                                 | –                    | –                             | mäßig starke Intonation                                                                       |
| Mixtur IV 22/3′                                                 |      | C-H: 22/3′, 2′, 11/3′, 1′; c°-h1 4′, 22/3′, 2′, 11/3′; ab c2: 8′, 4′, 22/3′, 2′; repetierend auf c° und c2 (ansteigender Plafond); Zinn (75 %); mittelenge Mensur.                                                                             | –                                 | ?                    | –                             | mäßig starke Intonation                                                                       |
| Subbass 16′                                                     |      | C–d1 Fichte, gerade Aufschnitte | 146 × 185 mm                      | 145 × 180 mm         | 145 × 180 mm                  | (mäßig) starker, voller Ton                                                                   |
| Bourdon 16′                                                     |      | C–h1 Fichte; c2–f3 Zinn (60 %), abgerundete Aufschnitte | 120×140 mm                        | 120×150 mm           | 120×140 mm                    | mäßig starker Ton (milder intoniert als ein Subbass 16′)                                      |
| Gedeckt 8′ (ältere Bauweise)                                    |      | C–h1 Holz; c2–f3 Zinn (60 %) mit eingesetzten Holzstempeln (vgl. Orgelbauer Michael Keller) | –                                 | –                    | –                             |                                                                                               |
| Gedeckt 8′ (jüngere Bauweise)                                   |      | C–h1 Fichte (Seiten) und Eiche (Deckel, Böden), gerade Aufschnitte; c2–c4 Zinn (60 %), ab a2 offen, gerade Aufschnitte;; Eppenrod (1906): Ausführung in Holz (C-f3) und Zinn (60 %, fis3–c4).                                                  | –                                 | 76 × 95 mm           | 75 × 95 mm                    | starker/kräftiger, voller Ton                                                                 |
| Lieblich Gedeckt 8′                                             |      | | 75 × 95 mm                        | 70 × 95 mm           | –                             |                                                                                               |
| Quintatön 8′                                                    |      | C–H Zink, Kastenbärte; c–f3 Zinn (75 %), Rundlabien, Kastenbärte | 80 mm                             | –                    | 91 mm                         | mäßig starker Ton                                                                             |
| Hohlflöte 8′                                                    |      | C–h1 Fichte und Birnbaum (Kirsche), gerade oder gerundete Aufschnitte; c2–f3 Zinn (60 %), gerade Aufschnitte, keine Bärte | 100×115 mm                        | 100×115 mm           | 100×115 mm                    | weicher, voller Ton                                                                           |
| Flauto amabile 8′                                               |      | C–h1 Fichte und Birnbaum, c2–f3: Zinn (60 %), offen | –                                 | 90×112 mm            | –                             |                                                                                               |
| Rohrflöte 4′                                                    |      | C-c° Zink, Rest Zinn (75 %), ab f2 zylindrisch offen | 70 mm                             | 70 mm                | –                             |                                                                                               |
| Flöte 4´ (Hohlflöte)                                            |      | C–h° Fichte und Birnbaum (Kirsche), gerade oder gerundete Aufschnitte; c1–f3 Zinn (60 %), gerade Aufschnitte, keine Bärte | –                                 | –                    | –                             |                                                                                               |
| Flauto dolce 4′                                                 |      | | 60/70 mm                          | –                    | –                             |                                                                                               |
| Flauto traverso 4′                                              |      | C-h° Fichte und Birnbaum, offen; ab c1 Zinn (75 %), Seitenbärte | –                                 | ?                    | –                             | mäßig starker Ton, ab c1 überblasend                                                          |
| Waldflöte 2′                                                    |      | Zinn, konisch | –                                 | –                    | –                             |                                                                                               |
| Violonbass 16′                                                  |      | Fichte, offen, innenlabiiert, die tiefsten Pfeifen mit Rollbärten; in der Stadtkirche Limburg evtl. auch als „akustischer“ 16′ mit Huckepackpfeifen gebaut.                                                                                    | 145×185 mm                        | 134×170 mm           | –                             |                                                                                               |
| Violonbass 8′                                                   |      | C–d1 Zink | –                                 | –                    | 100 mm                        | starker, voller Ton (sehr eindringlicher Klang)                                               |
| Geigenprincipal 8′                                              |      | C–H Fichte, c–c4 Zinn (75 %), Aufschnittsbärtchen | 92×118 mm                         | 90×112 mm            | 90×115 mm                     | mäßig stark streichender Ton                                                                  |
| Gamba 8′                                                        |      | C–H Zink, c–f3 Zinn (75 %) | 78 mm                             | 78 mm                | 80 mm                         | stark streichender Ton (stark zeichnend), in Eppenrod (1906) stark „sägend“ (vgl. Fa. Weigle) |
| Gemshorn 8′                                                     |      | C-h° Zink, ab c1 Zinn, Seitenbärte | –                                 | 126 mm               | –                             |                                                                                               |
| Gemshorn 4′                                                     |      | | 50/75 mm                          | –                    | –                             |                                                                                               |
| Salicetbass 16´                                                 |      | | –                                 | 125 mm               | –                             |                                                                                               |
| Salicional 8′ (jüngere Bauweise mit Schlüsselloch-Expressionen) |      | C–H Zink, c–c4 Zinn (75 %), zylindrische Ausführung, mit Schlüsselloch-Expressionen (Fa. Weigle) | ?                                 | ?                    | –                             | zart streichender Ton                                                                         |
| Salicional 8′ (jüngere Bauweise)                                |      | C–H Zink, c–c4 Zinn (75 %), zylindrische Ausführung | 78 mm                             | 83 mm                | 82 mm                         | zart oder stark streichender Ton                                                              |
| Dolcebass 16´                                                   |      | Zink, offen | –                                 | –                    | –                             |                                                                                               |
| Dolce 8′                                                        |      | C–H Zink, c–c4 Zinn (75 %), Kastenbärte, trichterförmige Ausführung | 78/78 mm                          | 70/115 mm            | 75/115 mm                     | weicher Ton ohne Strich; Horns leiseste Streicherstimme                                       |
| Aeoline 8′                                                      |      | C–H Zink; c–c4 Zinn (75 %), Rundlabien, Holzrollbärte | 65 mm                             | 65 mm                | 65 mm                         | sehr zart streichender Ton                                                                    |
| Vox coelestis 8′                                                |      | ab c°, Zinn (75 %), Rundlabien | 40 mm                             | 42 mm                | 42 mm                         | mäßig starker, sehr streichender Ton                                                          |
| Harmonia aetherea 22/3′                                         |      | dreifach, repetierend (C-h°?: 22/3′, 2′, 11/3′; ab c1?: 4′, 22/3′, 2′), Zinn (75 %) | –                                 | –                    | –                             |                                                                                               |
| Trompete 8′                                                     |      | C-g° Becher aus Zink, ab gis° Zinn (70 %) | –                                 | –                    | –                             | [ 72 ]                                                                                        |
| Posaune 16′                                                     |      | C-D Holzschallbecher, ab E Schallbecher aus Zink und mit gedrechseltem Holzkopf (vgl. Bildmitte für Ton d1) | –                                 | –                    | –                             | [ 73 ]                                                                                        |
| Klarinette 8′                                                   |      | aufschlagend, C-H Zink, ab c° Zinn (75 %) | –                                 | –                    | –                             |                                                                                               |

Folgende Auffälligkeiten beim Bau des Pfeifenwerks bei Carl Horn lassen sich am Beispiel der Orgel in Pfaffenwiesbach nachweisen:

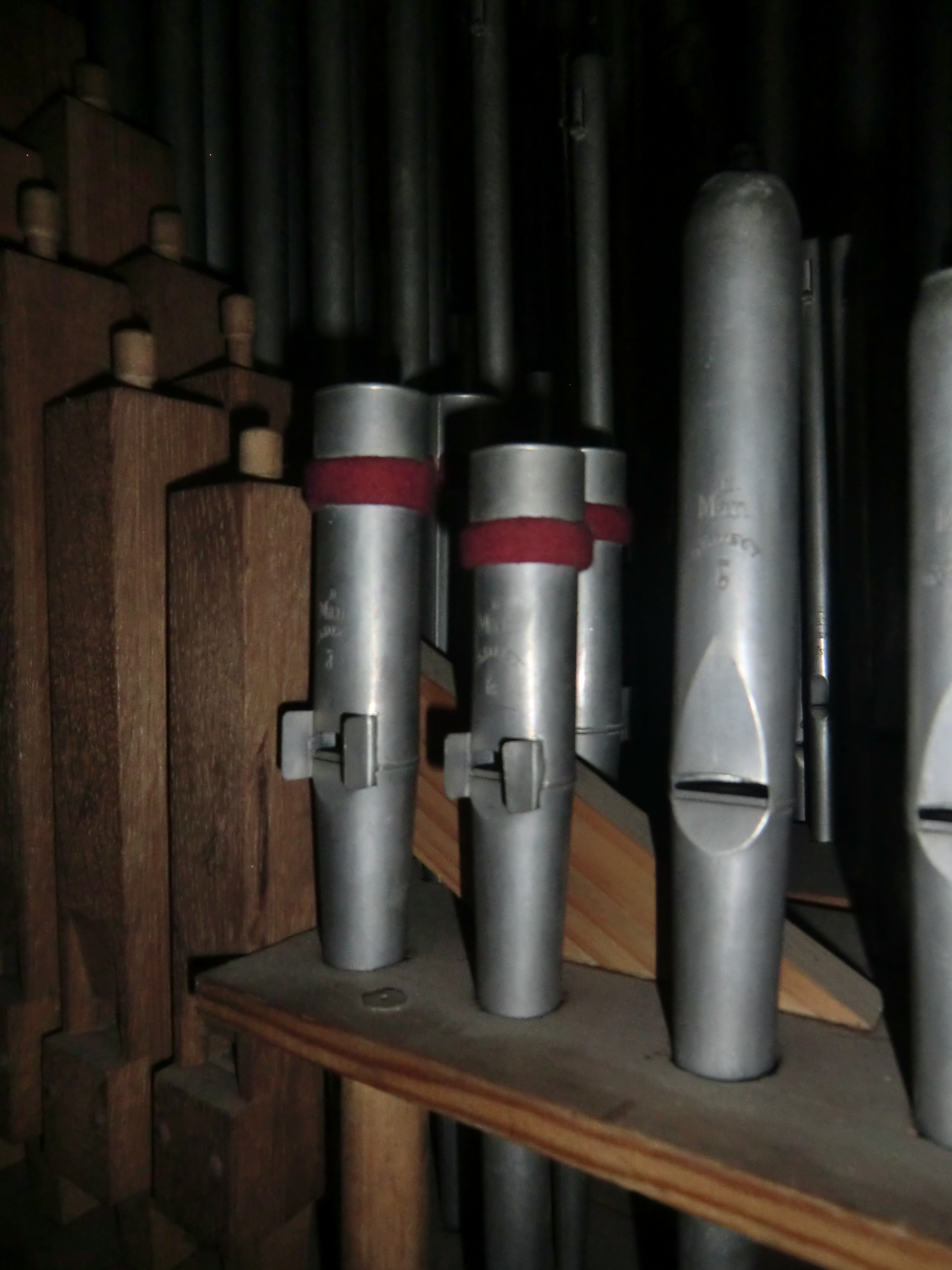
Horn-Orgel in Pfaffenwiesbach (1911) – Pfeifen eines Gedeckt 8′ mit spitz zulaufenden Oberlabien und eingestanzten Pfeifenbezeichnungen

- Wohl aus Ersparnisgründen baut er die unterste Oktave bei Manualregistern aus Zink bzw. die drei untersten Oktaven aus Holz; Pedalregister (wie z. B. der Violonbass 8′) bestehen nur aus Zinkpfeifen. Bereits J.G.Töpfer verwies 1888 auf diese wohl allgemein verbreitete Praxis, bei ihm bestanden die größten Pfeifen aber noch ausnahmslos aus Holz.[75]
- Für seine Holzpfeifen verwendete Horn „[…] je nach musikalischer Bestimmung […]“ verschiedene, allerdings nur einheimische Holzarten (v. a. Fichte, aber [für das Gedeckt] auch Eiche oder [für den Bourdon] Birnbaum); die offenen Holzpfeifen haben für eine kleine Sekunde Überlänge und Stimmschieber oder -deckel, die Gedeckte belederte Stöpsel; Vorschläge aus Hartholz schraubte er auf; alle Füße und Kerne bestehen aus hartem Holz.[76]
- Ein Großteil der Metallpfeifen im Orgelwerk haben Spitzlabien (Ausnahmen: Quintatön, Aeoline, Vox coelestis), im Prospekt jedoch sind sie abgerundet (anderweitige, abgerundete Labien im Orgelwerk könnten darauf hindeuten, dass Horn hier [wie z. B. bei der Gamba 8′ in Herschbach][77] höchstwahrscheinlich [evtl. von ihm selbst früher gebautes oder auch älteres] Pfeifenmaterial [der Vorgängerorgel] verbaut hat).
- Bis in die hohen Lagen haben alle Metallpfeifen für eine kleine Sekunde Überlänge und (aus praktischen Gründen) Expressionsschlitze mit Stimmrollen; die großen Pfeifen tragen oft Roll-, die Pfeifen des Quintatön 8′ Kastenbärte („[…] zur Entwicklung der gewünschten musikalischen Wirkung […]“); die Zinnpfeifen werden poliert und erhalten den Schwingungen entsprechend starke Wandungen; die Zinkpfeifen sind mit Aluminiumbronze überzogen, Stimmexpressionen sowie Ober- und Unterlabien bestehen aus Zinn;[76] nur in den höchsten Lagen sind die Pfeifen direkt auf Länge geschnitten; das Gedeckt 8′ wird in der höchsten Lage (ab a2) offen gebaut; die Pfeifen der Dolce 8′ sind leicht trichterförmig; auf allen Metallpfeifen ist über dem Oberlabium (abgekürzt) der Name des Registers, die Tonhöhe (auch noch einmal z. T. auf dem Pfeifenfuß) sowie das zugehörige Werk (I. Man. oder II. Man.) eingestanzt.

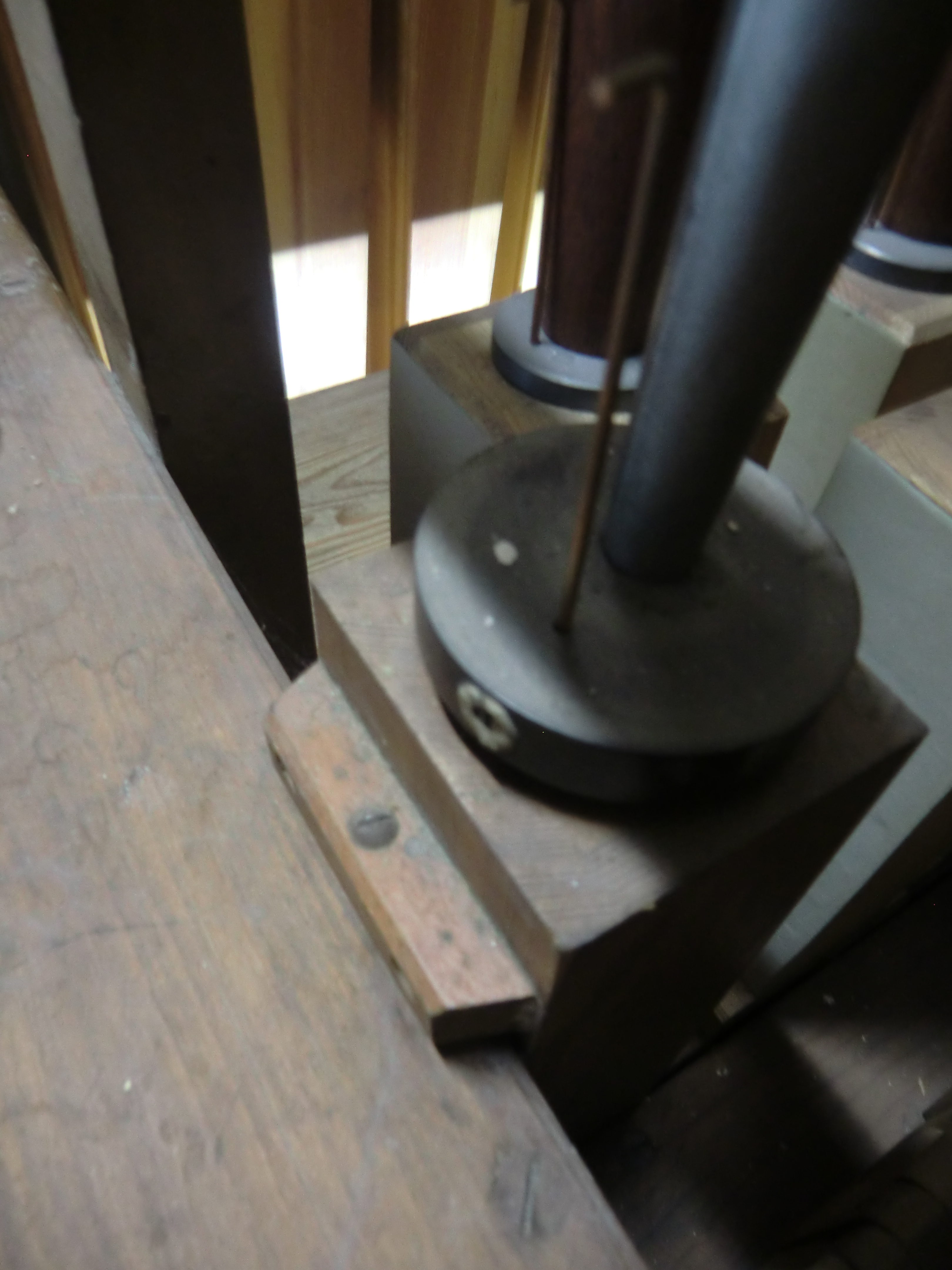
Horn-Orgel in Herschbach (1915) – gedrechselter Holzkopf einer Pfeife des Posaunenbass 16′

- Zungenstimmen wie den Posaunenbass 16′ lieferte Horn mit gedrechselten Holzköpfen und Zinkbechern (nur die drei untersten Pfeifen bestanden aus Fichtenholz).[78] Bei der Trompete 8′ wurden erst die Pfeifen ab gis° in Zinn (70 %) ausgeführt (C-g° hatten Zinkschallbecher); die Klarinette 8′ (in Herschbach disponiert, dort aber nicht mehr erhalten) war aufschlagend ausgeführt, die tiefe Oktave bestand aus Zink, die Fortsetzung aus 75 % Zinn.[79]

Allerdings besteht die Möglichkeit, dass Horn die Zungenstimmen (allesamt) nicht selbst gebaut, sondern sie vielmehr bei der Fa. Giesecke bezogen hat; möglich wäre jedoch auch, dass auch die Linguale (wie andere Orgelteile auch; vgl. unten) von der Fa. E.F.Walcker & Cie. stammen, wofür (vgl. die einzige Zungenpfeife in der Herschbacher Orgel und die Beschreibung der Bauform der drei Zungenstimmen im dazugehörigen Kostenanschlag) die Ähnlichkeiten in der Bauweise sprechen.
Die neue Technologie (Pneumatik) ermöglichte der Fa. Carl Horn nicht nur den Bau der Normalkoppeln (Manualkoppel, Pedalkoppel[n]), sondern auch die Einrichtung
- einer Melodiekoppel I/II (in der Melodiestimme des II. Manuals können die gezogenen Register des I. Man. mitgespielt werden und bei gleichzeitig gezogener Superkoppel II/I ergibt sich im I. Manual eine Oktavkopplung),[80]
- einer Superkoppel II/I (die Register des II. Manuals werden um eine Oktave höher ins I. Manual gekoppelt, weshalb Horn das II. Manual dann bis zum c4 ausbaute),
- eine Subkoppel II/I (die Register des II. Manuals werden um eine Oktave tiefer ins I. Manual gekoppelt; vgl. die Orgel in Girod),
- einer Superkoppel I (die Register des I. Manuals werden um eine Oktave höher ins I. Manual gekoppelt, weshalb Horn das I. Manual dann bis zum c4 [vgl. ev. Kirche Eppenrod, JVA-Kapelle Diez] oder gar bis zum f4 [vgl. Herschbach] ausbaute),
- einiger pneumatischen Einrichtungen wie Pianopedal oder Rohrwerkabsteller sowie
- einiger fester Kombinationen wie Piano (P), Forte (F) oder auch Tutti (alle Register), die Horn in der Bauweise additiver Zuschaltung[81] anlegte. Bei kleineren Orgeln – zumal bei denen mit mechanischer Kegellade (vgl. z. B. Sauerthal), aber auch bei pneumatischer (vgl. JVA-Kapelle Diez, Wilsenroth, Oberahr) – gibt es oft nur einen Tuttiknopf und einen Auslöser (O).

Das Beispiel der Orgel in Ransel (1912) zeigt darüber hinaus, dass Horn hin und wieder auch aus Gründen der Kostenersparnis Transmissionen baute (in Ransel wird die Gamba 8′ aus dem I. Man. als Violonbass 8′ ins Pedal transmittiert).
Insgesamt ergibt sich so ein typisch spätromantisches, dunkles Klangbild der Instrumente, das von vielen späteren Zeitgenossen oft als „dumpf“ oder „mulmig“ abgestempelt wurde. In der pneumatische Traktur und v. a. der spätromantische Disposition der Instrumente sind dann oft auch die Ursachen zu suchen, warum heute von den wohl weit über 60 Orgeln, die lt. der Opusangaben aus der Orgelbauwerkstatt Horn kamen (die letzte überlieferte Opuszahl ist die Nr. 60 [Herschbach]) bzw. von den bisher dokumentierten 45 Instrumenten nur noch wenige original erhalten sind. Die meisten Orgeln wurden entweder schon ab 1930 dem gewandelten Zeitgeschmack entsprechend „neobarockisiert“ (= klanglich aufgehellt) oder ihres Systems wegen umgebaut oder sogar ganz abgebrochen.
Die Stimmung der Orgeln liegt bei 435 Hz (435 Doppelschwingungen in der Sekunde) bei + 15 °C je nach der Durchschnittstemperatur (für den Ton a1 = Normalstimmton). Carl Horn behielt also jene Stimmung für das Stimm-A bei, die 1886 in Wien auf einem internationalen Kongress festgelegt wurde, während sie seit dem 17. Jh. ständig angestiegen war, 1833 in Berlin (nach Scheibler) noch bei 441,62 Hz, in Wien im selben Jahr(nach Scheibler) sogar bei 444,87 Hz gelegen hatte und schließlich 1834 in Stuttgart auf Beschluss der Naturforscherversammlung auf 440 Hz festgelegt worden war. Töpfer beschreibt diese Stimmhöhe 1888 als die „jetzt allgemein angenommene“.
Für bestimmte Orgelteile griff Horn auf Zulieferfirmen im Süden Deutschlands wie z. B. (in der Frühphase) auf die Fa. Weigle in Echterdingen (für Spieltischausstattung und Labialpfeifen) bzw. (in der späteren Zeit, ca. ab 1910) auf die Firma E.F. Walcker & Cie. in Ludwigsburg (für Spieltische, Windladen und Pfeifenwerk [vgl. die Orgel in Oberahr, Holzhausen ü.A.], evtl. sogar für die Erstellung von Prospekten wie beispielsweise in der JVA-Kapelle in Diez) oder auch auf die Fa. August Laukhuff in Weikersheim (für Pfeifen [vgl. dazu die Orgelreparatur 1925 in Wehen]) zurück.

### Windanlage
Die Windanlage einer hornschen Orgel besteht
- aus einem großen Magazinbalg, der mit ein- und auswärtsgehenden Falten hergestellt wird, dessen Falten mit Pferdesehnen verbunden und doppelt (sowie an den Ecken dreifach) beledert sind und an dessen Längsseiten sich vier eiserne Regulierscheren befinden („Doppelfaltenmagazinbalg“); schwere Steine liegen auf dem Balg, um den Spielwind konstant zu halten bzw. den Windauslass zu ermöglichen; ein Windstandsanzeiger ist neben dem/den Kalkantentritten positioniert (vgl. z. B. Oberahr);
- aus einem (vgl. Sauerthal, Oberahr) oder auch zwei (vgl. Ransel) Schöpfbälgen, an dem/denen (je) ein Kalkantenhebel angebaut ist, wobei Horn die Tretanlage entweder rechts (z. B. Oberahr, Ransel) oder auch links (z. B. JVA-Kapelle Diez) positionierte. In Ransel strecken sich die beiden Schöpfbälge über die ganze Breite des Magazinbalges; die beiden Kalkantentritte sind dabei über ein Seil, das über eine Holzrolle läuft, miteinander verbunden, so dass ein Auffüllen des einen Schöpfbalges automatisch eine Entleerung des anderen bewirkt.[89]

Die Bälge sind mit weißem Schafsleder bezogen. Die Windanlage funktioniert geräuschlos und wird so berechnet, dass sie genügenden und gleichmäßigen Spielwind liefert. Sie kann wahlweise entweder in die Orgel unter die Windladen eingebaut (vgl. z. B. Oberahr, JVA-Kapelle Diez, Ransel), hinter dem Spielwerk positioniert (z. B. Sauerthal) positioniert oder auch außerhalb (z. B. Pfaffenwiesbach) aufgestellt werden. Die soliden Windkanäle bestehen aus Tannenholz und haben entsprechende Weite. Sofern der/die Kalkantenhebel zum Treten eingerichtet waren, lieferte Horn auch ein Trittbrett für den Balgtreter mit.
|  |  |  |  |  |

### Prospekt und Gehäuse

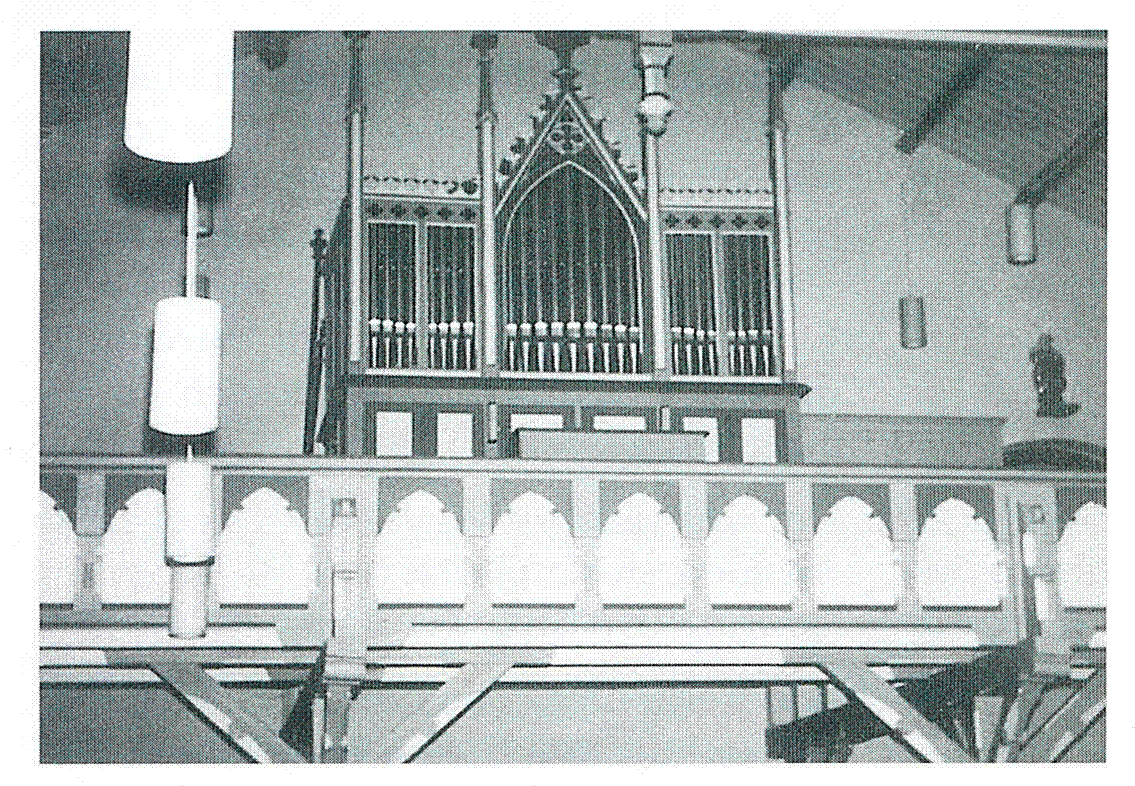
Ehem. Horn-Orgel in Wernborn (1900, Abbruch 1967) – Prospektansicht

Horn übernahm, sofern möglich, vorhandene Prospekte (so in Limburg/Stadtkirche, Eppenrod, Fischbach, Hundsangen, Ransel, Aulhausen [?], Herschbach, Limburg/Hospitalkirche und Kölbingen-Möllingen). In nur einem bisher dokumentierten Fall (Schwanheim) hatten andere Schreiner die Frontansicht der Orgel gefertigt, in einem anderen (Pfaffenwiesbach) musste der von Horn vorgeschlagene Prospekt auf Drängen des Pfarrers bzw. des Bischöflichen Ordinariats noch einmal durch einen Architekten überarbeitet werden, weil er den Verantwortlichen als zu „plump“ erschien. Die von Carl Horn erbauten Orgel-Schauseiten orientieren sich am jeweils dominierenden Baustil des Aufstellungsortes. So entstanden neuromanische (so z. B. in Sauerthal, Girod, Pfaffenwiesbach, Oberahr) und neugotische (so z. B. in Wernborn), aber auch neobarocke (so z. B. in Diez-JVA) Prospekte. Auch die wenigen bisher von Carl Horn bekannten (= noch erhaltenen oder fotografisch noch dokumentierten) Schauseiten weisen als architektonisches Grundprinzip die Mehrgliedrigkeit auf. Bei seinen neugotischen und neuromanischen Prospekten herrscht die drei- oder fünfachsige Bauform vor, wobei alle ein überhöhtes Mittelglied aufweisen: Ein dreiachsige Prospektgestaltung finden wir z. B. in Lindenholzhausen, Sauerthal, Girod, Pfaffenwiesbach und Oberahr, eine fünfachsige (durch eine sonst eher selten anzutreffende Verdopplung der Außenfelder) z. B. in Wernborn sowie eine fünfachsige (durch das häufiger vorkommende Einfügen kleiner Zwischenfelder) z. B. in Sonnenberg. Auch die (für das 19. Jh. noch typische) flächige Gestaltung der Schauseiten findet sich bei Horn wieder, wobei diese im Laufe des 20. Jhs. dadurch etwas aufgeweicht wird, dass z. B. das erhöhte Mittelfeld etwas vorspringt (vgl. z. B. Pfaffenwiesbach). Des Weiteren hielt sich Horn zumindest bei seinen frühen Orgeln meist an den damals üblichen Usus, die Prospektpfeifen alle auf gleiches Niveau zu stellen (vgl. z. B. Wernborn); dementsprechend stehen auch die Labien der Prospektpfeifen in einer Höhe, so dass sich eine durchlaufende Labienlinie über die gesamte Breite des Prospekts ergibt; von diesem Prinzip der Prospektpfeifengestaltung weichen jedoch schon die Orgeln in Pfaffenwiesbach (1911, leicht erhöht stehende Prospektpfeifen im Mittelfeld) und v. a. in Oberahr (1919, leicht erhöht stehende Prospektpfeifen in den Seitenfeldern, nach unten geschwungene Labienlinie) ab, so dass man auch hier von einer Aufweichung des damals üblichen Usus im Laufe des 20. Jhs. sprechen kann. Die Prospektpfeifen zumindest des Mittelfeldes (öfters auch in den Seitenfeldern, vgl. dagegen aber z. B. Wernborn) sind dabei symmetrisch aufgestellt („Terzenstellung“), wobei die größte Pfeife in der Mitte zu stehen kommt. Das Symmetrieprinzip gilt auch (zumindest soweit Pfeifen auf volle Sichtbarkeit hin angelegt sind, vgl. z. B. Pfaffenwiesbach [?]) für die Länge der Prospektpfeifen, was das Arbeiten mit sog. „Überlängen“ und das Anbringen von (für den deutsch-romantischen Orgelbau typischen) Expressionsschlitzen auf der Pfeifenrückseite nötig macht. Zumindest im Fall der Orgel in Pfaffenwiesbach bestehen die Prospektpfeifen nicht aus Zinn, sondern aus einer Zink-Aluminium-Legierung, was ihnen im Zweiten Weltkrieg den Ausbau zur Verwendung für Kriegszwecke ersparte.

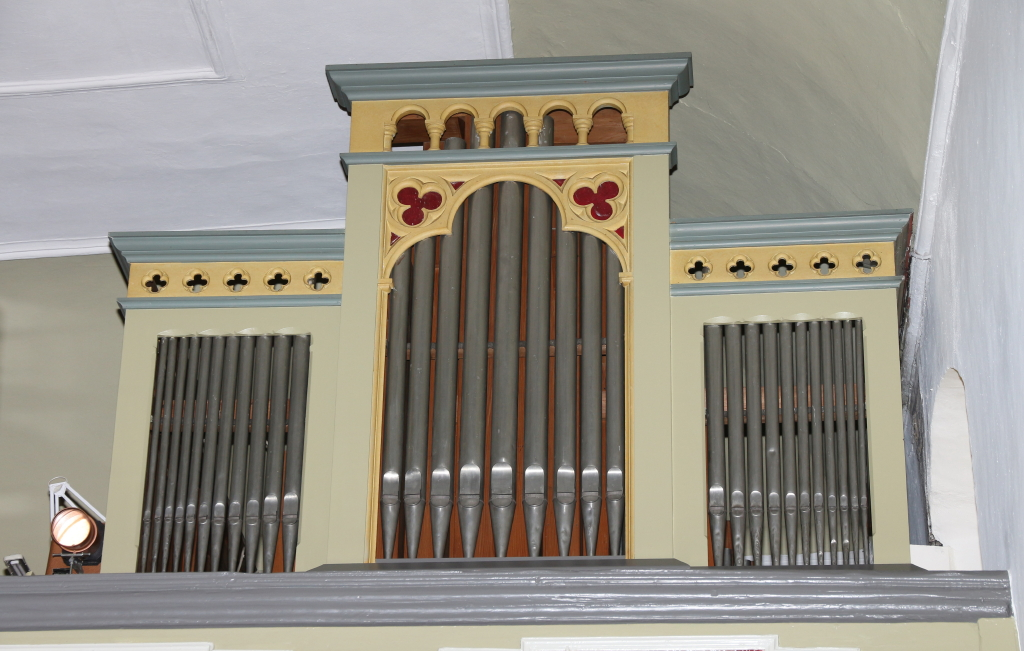
Horn-Orgel in Sauerthal (1903) – Prospektansicht

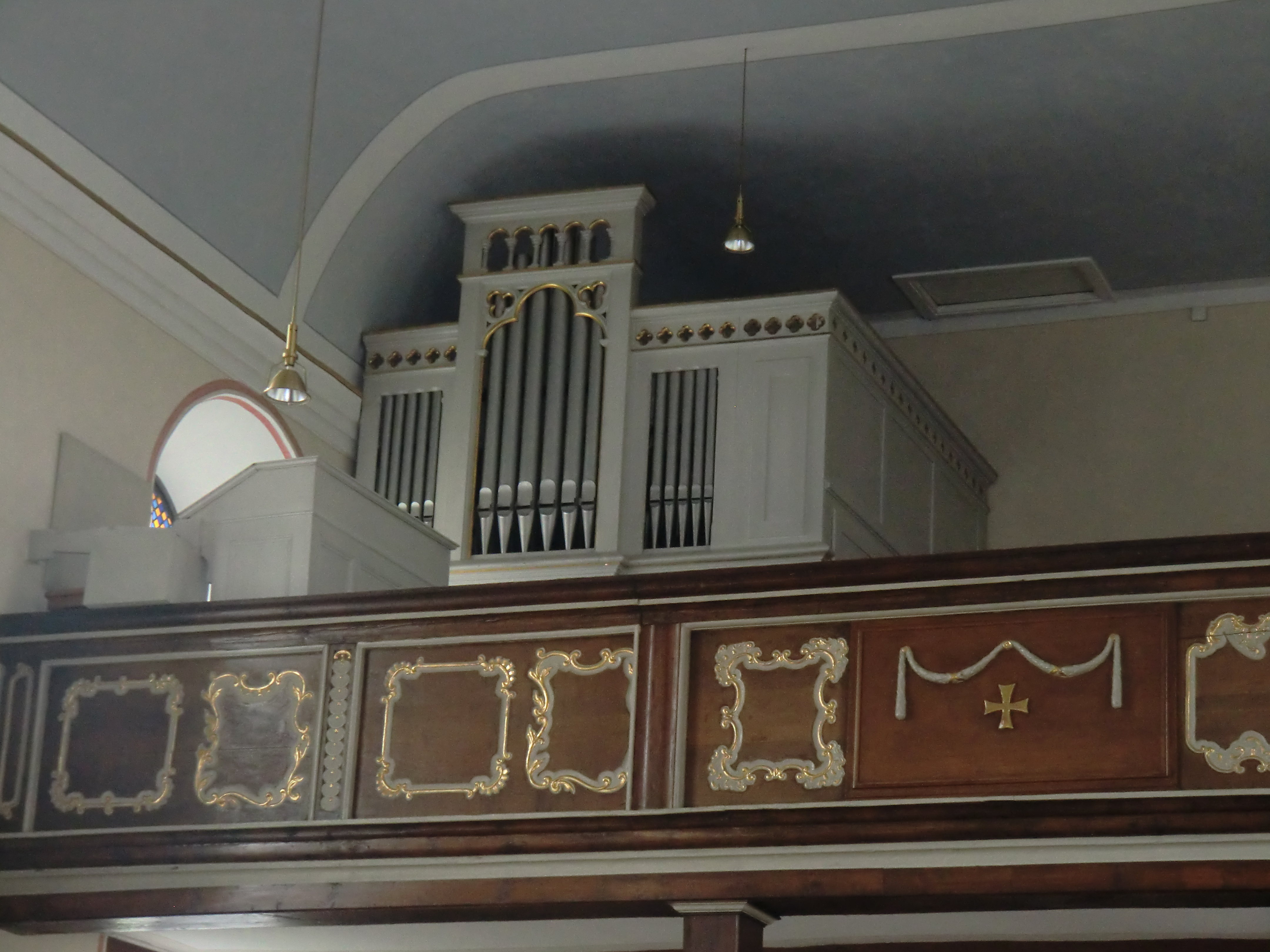
Horn-Orgel in Girod (1905) – Prospekt

Der (noch erhaltene) neobarocke Prospekt in der JVA-Kapelle Diez – vorausgesetzt, er stammt auch von Horn und wurde nicht auch von der Fa. Walcker/Ludwigsburg geliefert – besitzt eine fünfachsige Struktur, angedeutete Rundtürme an den Seiten und einen überhöhten Rundturm in der Mitte (hier also keine flächige Gestaltung des Prospekts), in den Zwischenachsen doppelte (übereinanderliegende) Flachfelder mit 24 stummen Pfeifen.
Bezüglich der Ornamentik sind die Hornschen Prospekte eher zurückhaltend. Der (nicht mehr erhaltene) neugotische Prospekt in Wernborn (1900) z. B. weist lediglich im Gibelfeld der Wimperge des überhöhten Mittelfels mit Spitzbogen einen (runden) Vierpass auf, auf der Wimperge befinden sich Krabben und eine große Blume; über den fünf (flach geschlossenen) Seitenfeldern liegt erst ein Fries aus (runden) Vierpässen und darüber schließlich eine kleine Balustrade aus Palmetten; vier überhohe Fialen, jeweils mit einer Blume abgeschlossen, gliedern den eigentlich fünfachsigen in einen dreiachsigen Prospekt und setzen sich nach unten bis zu einem umlaufenden (sehr einfach gehaltenen) Sims in halber Höhe des Gehäuses in Strebepfeilern fort. Die (noch original erhaltenen, einander ähnlichen) neuromanischen Prospekte der Orgeln in Sauerthal (1903) und Girod (1905) weisen ebenso wie der neugotische Prospekt in Wernborn über den beiden (über den Prospektpfeifen gerade abgeschlossenen) Seitenfeldern einen Fries aus runden Vierpässen auf, wobei dann ein großes Sims die Seitenfelder nach oben abschließt (ohne Balustraden aus Palmetten o. ä.); die seitlichen und oberen Innenkanten der Seitenfelder vor den Prospektpfeifen sind mit Eckprofilen versehen; das Mittelfeld schließt durch einen Dreipassbogen ab, worüber links und rechts je ein (runder) Dreipass eingegliedert ist; den Abschluss des Mittelfelds nach oben bilden eine Rundbogenarkade mit kleinen Rundsäulen und (darüber, genauso wie bei den Seitenfeldern) ein großes Sims; da die Prospektpfeifen dieser Orgeln offensichtlich von Anfang an darauf angelegt waren, in ihrer gesamten Länge nicht sichtbar zu sein, verzichtet Horn hier auf die sonst bei ihm auch anzutreffende Symmetrie der Pfeifenlängen (Überlängen im Prospekt waren darum auch nicht nötig). Eben jene Symmetrie der Pfeifenlängen sprach bei der Rekonstruktion des „mehr neuromanischen“ Prospektes der Orgel in Pfaffenwiesbach (2018) eher dafür, die Prospektpfeifen möglichst voll sichtbar zu lassen, weshalb man sich im oberen Bereich der Prospektteile jeweils für eine Rundbogenarkadenlösung entschieden hat, die man auch sonst im Kirchenraum jeweils als oberen Abschluss der Wandflächen wiederfindet. Dass der Prospekt schon im 2. Jahrzehnt des 20. Jhds. entstand, sieht man auch daran, dass die elf Prospektpfeifen im leicht vorspringenden Mittelfeld leicht erhöht stehen, weshalb nur noch die Pfeifenlabien der Seitenfelder in einer Linie liegen und die des Mittelfeldes etwas darüber. Da alle noch original existierenden Prospekte Horns im oberen Abschlussfries Kreuzblumen aufweisen, hat man sich auch in Pfaffenwiesbach wieder dazu entschieden; die drei Wimpergen vor den Pfeifen (Vorblendungen) – vermutlich ein Teil der „Handschrift“ des Architekten, der Horns ursprünglich Plan abänderte – wurden bei der Rekonstruktion in Anlehnung an den Prospekt in Wernborn und an die drei ehem. neugotischen Altäre der Pfaffenwiesbacher Kirche stilgerecht „neugotischer“ mit Spitzbögen und darüberliegen Drei- bzw. Vierpässen gestaltet.

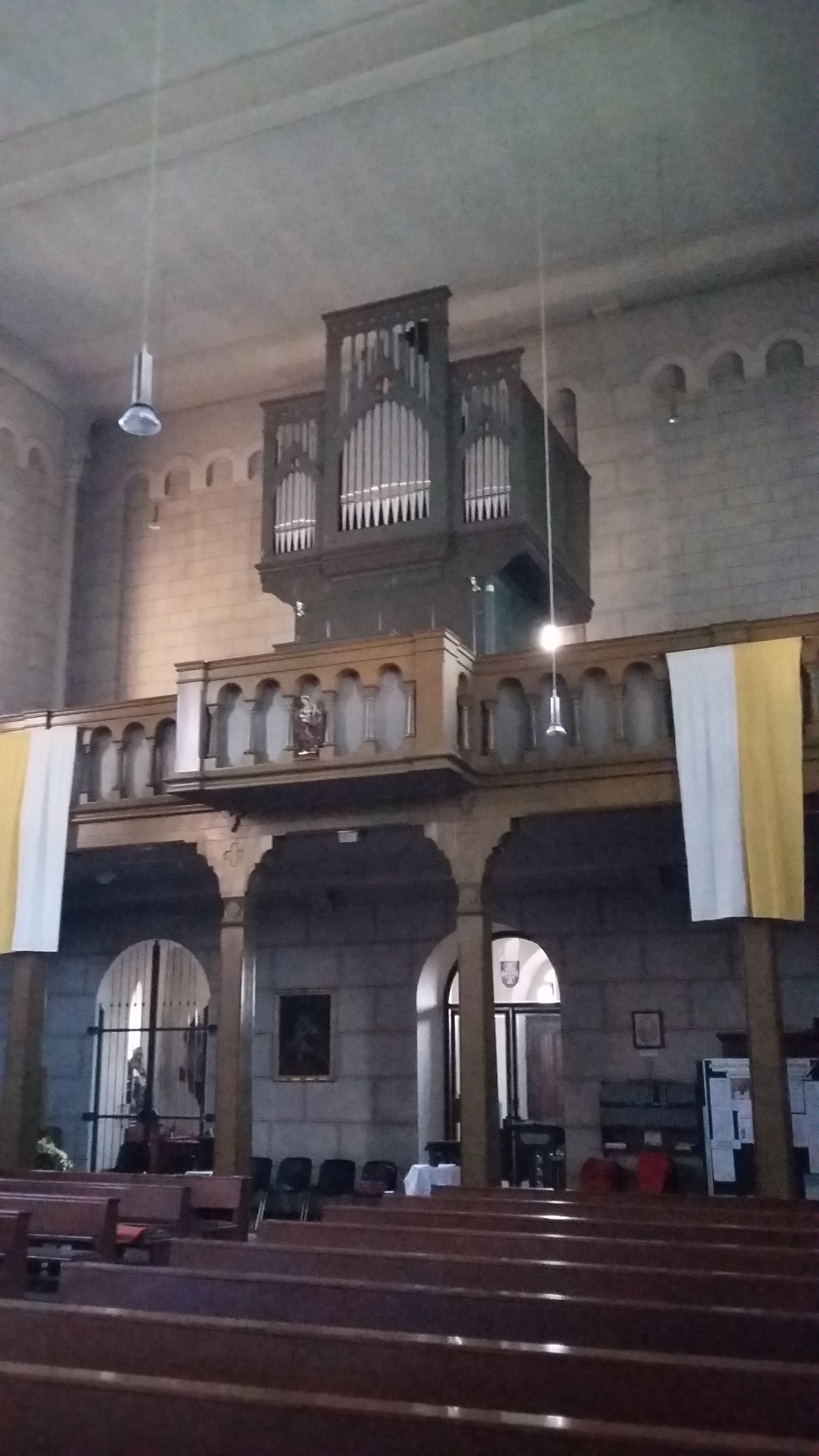
Horn-Orgel in Pfaffenwiesbach (1911) – Prospektansicht nach der Rekonstruktion 2018

Auch der neobarocke Prospekt der Orgel in der JVA-Kapelle Diez (1911) ist stark vereinfacht: Außer einem Blumenornament auf der Spitze des Mittelturms gibt es sonst kein Schmuckwerk und auch keine Schleierbretter.
Offensichtlich hat Horn das Prospektdekor auf das Nötigste beschränkt – vielleicht auch, um die Großform wirken zu lassen; Schleierwerk und eine Ornamentierung der Bogenlaibung(en) sind bei ihm bisher nicht nachgewiesen; dasselbe gilt für aufwändigere Friese, Pilaster, Rosetten oder auch für das (im 19. Jh. noch häufiger anzutreffende) Kreuz als oberem Gehäuseabschluss. Darum könnte man vielleicht bei ihm bereits von einer „Modernisierung“ der damals noch üblichen Prospektformen sprechen. Der Prospekt der Orgel in Pfaffenwiesbach, der dem „[…] mehr neuromanischen Baustil der Kirche angepasst […]“ (Pfr. Loreth, 1910) zeigt als neue Elemente einen vorne und an den Seiten umlaufenden Zickzackfries („Zackenband“), das man von anderen Musterprospekten (gerade denen „byzantinischer“ oder „romanischer“ Bauart) her kennt, und quadrisches Beschlagwerk unten und oben auf den seitlichen Lisenen der drei Prospektfelder, das eher von Prospekten der Neorenaissance her bekannt ist; beachtenswert sind auch die Eckprofile innen in den Seitenfeldern (vgl. z. B. genauso in Sauerthal), die bei der Prospektrekonstruktion wie alle anderen Eckprofile auch farblich vom Rest abgesetzt wurden, um sie auch von weitem deutlich sichtbarer zu machen.
Die Gehäuse weisen am Unterbau, an den Spieltischwänden sowie an den seitlichen Schauseiten (sofern vorhanden) meist Kassettengliederung auf (vgl. dagegen z. B. aber die Orgel in Oberahr mit aufgesetzten Füllungen), manchmal auch seitliche Türen (vgl. JVA-Kapelle Diez, Pfaffenwiesbach) oder herausnehmbare Füllungen (vgl. JVA-Kapelle Diez); sie wurden (vgl. z. B. die Orgel in Pfaffenwiesbach) von Horn aus Fichtenholz gebaut (was ca. 20 % billiger war als Gehäuse aus Eiche), einmal geölt und sind oben offen. Eine Öffnung bestand auch nach hinten, wenn die (Holz-)Pfeifen eines Pedalregisters (wie z. B. Subbass 16′) selbst die Rückwand bilden. Auffällig ist auch die Tatsache, dass der Prospekt oft viel höher ist als die Seitenteile, so dass das Pfeifenwerk zumindest teilweise von beiden Seiten her sichtbar ist (vgl. minimal z. B. Pfaffenwiesbach, v. a. aber [im Extrem] Oberahr; dagegen vgl. aber Wernborn, JVA-Kapelle Diez); es scheint, dass Horn, je weiter das 20. Jh. fortschritt, die Seitenteile immer niedriger baute... – eine Entwicklung, die dann schließlich in die Freipfeifenprospekte (vgl. z. B. Wilsenroth [Prospektneubau durch E. Wagenbach/Limburg]) mündet. Die Windladen im Orgelwerk Horns stehen auf Gerüsthölzern und sind über Eisenhalterungen am Gehäuse aufgehängt.

## Anlieferung und Aufstellung
Die verkehrsgünstige Lage der Werkstatt Horn südlich des Limburger Bahnhofs ermöglichte es, die Orgelteile mit der Bahn zu verfrachten. Den Transport von der Bahnstation zur jeweiligen Kirche und den Rücktransport der leeren Kisten hatte die jeweilige Kirchengemeinde zu leisten (und wurde daher bei den Kostenvoranschlägen nicht mit berechnet); dasselbe galt für Hilfeleistungen beim Heben schwerer Teile sowie die Bereitstellung eines Balgtreters beim Intonieren und Stimmen der Orgel. Zum Lieferumfang gehörte auch eine Leiter, um in das Innere des Orgelwerkes zu gelangen. Die Lieferfristen Horns betrugen bei kleineren Orgeln 3 bis 6 Monate, bei größeren 6 bis 12 Monate und mehr; bei einem Werk mit zwei Manualen und 15 Registern hatten drei Mitarbeiter der Firma 21/2 Wochen zu tun, bis das Werk fertig zur Abnahme war; bei einem kleineren Werk wie z. B. dem in Ransel (zwei Manuale, 9 [10] Register) wurde mit 6 Tagen Aufstellungszeit für zwei Monteure gerechnet.

## Werke

### Datierbare Orgelneubauten
Von den wohl über 60 Orgelbauten sind bisher 45 nachgewiesen; die folgenden 37 Instrumente mit (zumindest ungefährem) Erbauungsjahr:
| Jahr    | Ort                   | Gebäude                                  | Bild                | Manuale | Register       | Opus   | Bemerkungen |
| ------- | --------------------- | ---------------------------------------- | ------------------- | ------- | -------------- | ------ | --- |
| 1896    | Eckenheim             | Herz-Jesu                                | –                   | ?       | ?              | 1      | 1908 ersetzt(?). |
| 1897    | Welschneudorf         | St. Johannes der Täufer                  | –                   | I/P     | 7              | 2      | nach 1975 abgebrochen; Orgelwerk wurde schon vor Jahren verkauft; höchstwahrscheinlich Horns erstes Orgelwerk im Bistum Limburg. |
| 1898    | Lindenholzhausen      | St. Jakobus                              | –                   | II/P    | 11             | ?      | 1980 abgebrochen; Neubau 1980 durch Fa. Wagenbach/Limburg; der Prospekt (dreiachsig, neugotisch, mit Wimperge im Mittelfeld) steht noch in einer privaten Garage. |
| 1899    | Langendernbach        | St. Matthias                             | –                   | II/P    | 18             | ?      | 1978 abgebrochen; 1899 (Ostern) Weihe; Neubau 1978 durch die Fa. Mayer/Heusweiler. |
| 1900    | Wernborn              | St. Pankratius                           |                     | II/P    | 9              | ?      | 1967 abgebrochen; pneumatische Kegellade, freistehender Spieltisch; 1967 durch ein gebrauchtes elektropneumatisches Werk der Fa. Späth/Ennetach ersetzt. |
| 1900    | Eddersheim            | St. Martin                               | –                   | II/P    | 12             | ?      | 1983 abgebrochen; pneumatische Kegellade; 1935 durch Fa. E. Wagenbach/Limburg, repariert („aus tadellosem Material gut gearbeitet“), Neubau 1983 durch Fa. Hoffmann/Ostheim. |
| 1900    | Sonnenberg            | Herz-Jesu                                | s. u. „Bemerkungen“ | II/P    | 10             | ?      | 1991 abgebrochen; 1943 Einbau eines elektrischen Gebläses, Neubau 1991 durch die Fa. Mayer/Heusweiler unter Wiederverwendung des Prospektes und dreier Register. Prospektansicht abgerufen am 13. August 2015. |
| 1901    | Niederzeuzheim        | St. Peter                                | –                   | II/P    | 19             | ?      | 2000 abgebrochen; neugotisches Gehäuse; 1948/49 Versetzung des Werkes und Erweiterung auf 26 Stimmen durch Fa. E. Wagenbach/Limburg, 2000 Neubau durch die Fa. Hardt-Orgelbau/Möttau, unter Wiederverwendung weniger Register. |
| 1901    | Berod                 | St. Ägidius                              | –                   | II/P    | 12             | ?      | 1978 abgebrochen; Wiederaufbau einer 1893 durch die Gebrüder Keller erbauten Orgel (hinter dem Prospekt der Vorgängerorgel?), 1922 Erweiterung durch C. Horn, 1964 funktionsuntüchtig, 1975 in „schlechtem“ Zustand, Neubau 1978 durch Fa. Peter Wagenbach/Limburg unter Wiederverwendung von fünf Registern Horns. |
| 1903    | Niederlahnstein       | St. Barbara (1883–1937/38)               | –                   | II/P    | 14             | ?      | 1937/38 abgebrochen im Rahmen des Kirchenneubaus; Kosten: 4.400 M, Abnahme am 3. August 1903, Horns 9. oder 10. Orgel im Bistum Limburg. |
| 1903    | Sauerthal             | St. Anna                                 |                     | I/P     | 5              | ?      | original erhalten; mechanische Kegellade, Prospekt aus neuromanischen und neugotischen Stilelementen (vgl. Girod), Horns 9. oder 10. Orgel im Bistum Limburg und einzig bekanntes Instrument Horns mit mechanischer Kegellade; ein Gutachten vom 18. Februar 1977 (Giez, Grossmann) würdigt die Orgel, regt aber einen (schließlich nicht durchgeführten) Klangumbau an. |
| 1903    | Gemünden (Westerwald) | Altlutherische Kirche (heute: [SELK])    | –                   | I       | 4              | ?      | vor 1950 abgebrochen; pneumatische Kegellade; die bisher dokumentierte kleinste Orgel Horns; vor 1950 durch ein pneumatisches Werk von E. Wagenbach ersetzt; 1986 Neubau durch Andreas Andresen (Neumünster). |
| 1904    | Limburg               | Stadtkirche St. Sebastian                |                     | II/P    | 19             | ?      | 1970/71 abgebrochen; pneumatische Kegellade, barocker Prospekt von Pater A. Öhninger und Gehilfen (1686); Baubeginn schon 1901 (?), Abnahme des Werkes jedoch erst am 29. Dezember 1904; Neubau 1970/71 (Weihe am 14. Januar 1972) hinter historischem Prospekt durch die Fa. Klais/Bonn. |
| 1904/05 | Winkels               | Mariae Geburt                            | –                   | I/P     | 6              | ?      | um 1947 abgebrochen; mechanische Kegellade (Man.), pneumatische Kegellade (Ped.); Neubau (wahrscheinlich im Zusammenhang mit der Kirchenerweiterung im Jahr 1947) durch die Fa. C. Euler/Hofgeismar. |
| 1905    | Girod                 | St. Jakobus                              |                     | II/P    | 10 (heute 12)  | ?      | erhalten; pneumatische Kegellade, neuromanischer Prospekt (vgl. Sauerthal), freistehender Spieltisch (urspr. altarsichtig direkt vor dem Prospekt), bisher einzige bekannte Orgel Horns mit einer Subkoppel II/I; um 1960 Umbau durch Fa. E. Wagenbach/Limburg (u. a. Erweiterung um zwei Register im I. Man. durch [am heute unsymmetrischen Seitenprospekt deutlich sichtbare] Gehäuseverbreiterung), nach 1975 nochmalige Umdisponierung im II. Man. (evtl. im Zusammenhang mit der Renovierung durch die Fa. Mayer/Heusweiler im Jahr 1990). |
| 1905    | Fischbach             | Hl. Dreifaltigkeit                       |                     | II/P    | 15             | ?      | 1964 abgebrochen; Barockprospekt von J.A. Mahr/Wiesbaden (1781/82); Neubau 1964 hinter historischem Prospekt durch Fa. Klais/Bonn. |
| 1906    | Eppenrod              | evangelische Kirche                      |                     | I/P     | 7              | ?      | original erhalten; pneumatische Kegellade, Barockprospekt höchstwahrscheinlich von A. Scheld bzw. F. Wang, Hadamar, aus dem Jahr 1752/53, seitenspielige Brüstungsorgel im Chorraum (Spieltisch mit Blick auf den Prospekt rechts), Kosten: 2.100 M; nach dem Ersten Weltkrieg Ersetzung der abgelieferten Prospektpfeifen; 1975 Ausreinigung und Membranenerneuerung durch die Fa. Förster & Nicolaus/Lich. Spieltischausstattung, die Bauart mancher Pfeifen (z. B. Schlüsselloch-Expressionen) sowie der „sägende“ Klang der Gamba 8′ sprechen für eine enge Zusammenarbeit Horns bei der Erbauung dieser Orgel mit der Fa. Weigle, Echterdingen. |
| 1907/08 | Schwanheim            | St. Mauritius                            |                     | II/P    | 28             | ?      | 1986 abgebrochen; pneumatische Kegellade, prächtiger, neugotischer Prospekt von Franz Gastell mit krönender Cäcilia-Figur; pneumatische Kegellade; 1942 Instandsetzung; 1949 neue elektrische Windanlage (vorher elektromechanischer Blasebalg); 1968 Umbau (Fa. Voigt/Frankfurt/M.-Höchst) und Neuaufbau und Erweiterung 1986 auf III/P/49 unter Verwendung gebrauchter Teile (Fa. Fischer & Krämer/Endingen). |
| 1908    | Eckenheim             | Herz-Jesu                                | –                   | II/P    | 16             | ?      | 1960 abgebrochen; pneumatische Kegellade; 1953 Umdisponierung durch Fa. E. Wagenbach/Limburg; 1960 Transferierung nach Hartenfels, St. Antonius; dort allerdings nach 12 Jahren Abbruch der Orgel und Neubau 1972 durch Fa. E. Wagenbach/Limburg ohne Wiederverwendung alter Teile. |
| 1909    | Daisbach              | St. Josef                                | –                   | I/P     | 7              | ?      | 1963 abgebrochen; urspr. Umbau (Reparatur und Erweiterung) einer Vorgängerorgel (1860–64); 1928 Erneuerung evtl. noch durch Horn; Neubau 1963 durch Chr. Gerhardt & Söhne/Boppard. |
| 1909    | Erbach                | St. Markus                               |                     | II/P    | 22             | ?      | 1981 abgebrochen; Barockprospekt von J. Kohlhaas d. Ä./Mainz (1723), Vertrag vom 16. Mai 1909, Abnahme am 6. August 1909; Neubau 1981 durch Förster & Nicolaus/Lich. |
| 1910    | Westernohe            | St. Matthäus                             | –                   | II/P    | 8              | ?      | nach 1975 abgebrochen; nach 1958 (Kirchenneubau) Prospektänderung, Einbau einer Mixtur 4fach und eines elektrischen Gebläses evtl. durch Fa. E. Wagenbach/Limburg; kein Neubau (elektronische Orgel). |
| 1910    | Eschhofen             | St. Antonius                             | –                   | II/P    | 18             | 49 (?) | 1965 abgebrochen; pneumatische Kegellade, Spieltisch (aus Eiche); Abnahme am 5. September 1910; Neubau 1965 durch Fa. Weigle/Echterdingen. |
| 1911    | Diez (Freiendiez)     | Kapelle der JVA                          |                     | II/P    | 8              | 50     | erhalten; pneumatische Kegellade, neobarocker Prospekt (obere Prospektpfeifen in den oberen seitlichen Harfenfeldern sind stumm); 1975 noch bespielbar, dann viele Jahre stillgelegt, seit 2008/09 unbespielbar, Zukunft ungewiss; es wird angenommen, dass das Werk einschl. des Prospekts größtenteils von der Fa. E.F. Walcker/Ludwigsburg, stammt (taucht dort auch in der Opusliste auf) und von Horn nur zusammengebaut wurde. |
| 1911    | Pfaffenwiesbach       | St. Georg                                |                     | II/P    | 20 (früher 15) | 52     | erhalten; pneumatische Kegellade, neuromanischer Prospekt (ca. 1958/59 durch „Zurechtsägen“ demoliert), freistehender Spieltisch, ursprüngliche Windanlage noch von Michael Keller/Limburg (1894), Kosten: 4.484 M, zweitgrößte noch erhaltene Orgel Horns; 1912 (Januar) Aufstellung, 1923 Ersetzung von 154 gestohlener Zinnpfeifen durch Horn, 1929 Einbau einer elektrischen Windmaschine (Horn?), 1969–1971 1. Generalüberholung (v. a. neue Windanlage – Einbau sog. „Schwimmerbälge“) und Klangumbau (9 Register bleiben original) durch die Orgelbaufirma Hardt/Möttau, 1973 2. Generalüberholung, 1993 3. Generalüberholung durch die Orgelbaufirma Hardt/Möttau, 2012–2014 technische Erneuerung und teilweiser Klangrückbau, 2018 Prospektrekonstruktion, 2020 vollständiger Klangrückbau und Erweiterung durch die Orgelbaufirma Hardt/Möttau („Carl-Horn-Gedächtnis-Orgel“). |
| 1911    | Hundsangen            | St. Goar (Horns Taufkirche)              |                     | II/P    | 10 oder 11     | 53 (?) | erhalten; pneumatische Kegellade, Barockprospekt (1834 in Oestrich/Rheingau erworben); 1974 Umbau (u. a. auf elektrische Traktur), 1992 Generalüberholung, Umdisponierung und Erweiterung (beides durch die Fa. Peter Wagenbach/Limburg), 2003 nochmalige Umdisponierung durch die Fa. Hardt-Orgelbau/Möttau. |
| 1912    | Ransel                | St. Katharina                            |                     | II/P    | 10             | 54     | original erhalten; pneumatische Kegellade, freistehender Spieltisch, Kosten: 3.545 M, Orgelweihtermin unbekannt; 1954 Versetzung des Instruments auf die Empore (Pfeifenkröpfung, Prospektveränderung) und in den 60er Jahren Einbau eines elektrischen Gebläses durch die Fa. Wagenbach/Limburg. Weder die Orgel als ganzes noch der 8′-Prospekt der Orgel im Speziellen stammen noch von der Fa. Ripple in Mainz; die Vorgängerorgel wurde 1912 gegen 52,20 M an Orgelbauer Horn abgegeben. |
| 1913    | Salz                  | St. Adelphus                             | –                   | II/P    | 18             | 55     | 1969 abgebrochen; Neubau 1969 durch die Fa. Gebr. Oberlinger/Windesheim. |
| 1913    | Niedergladbach        | St. Ägidius                              | –                   | II/P    | 9              | 56     | 1976 abgebrochen; Neubau 1976 durch Fa. Peter Wagenbach/Limburg. |
| 1913    | Wiesbaden             | Dreifaltigkeit                           |                     | II/P    | 13             | 57     | 1976 abgebrochen; pneumatische Kegellade, freistehender Spieltisch mit Sicht zum Altar, fünfachsiger (neugotischer?) Prospekt, dessen Pfeifen aus einer Zink-Aluminium-Legierung bestanden; Bauvergabe an Carl Horn vor dem 1. Oktober 1913; 1934 und/oder 1960 (vermutlich) Umdisponierung (v. a. Einbau einer Trompete 8′ ins II. Man.) und Umbau des Prospektes zu einem Freipfeifenprospekt (Fa. E. Wagenbach/Limburg?), die Orgel überstand als einzige das Bombeninferno des Zweiten Weltkriegs unbeschadet (die Instrumente der anderen kath. Innenstadtkirchen waren zerstört), Neubau 1975/76 durch Fa. H. Mayer/Heusweiler. |
| 1913    | Aulhausen             | St. Petronilla                           |                     | II/P    | 9              | 58     | (größtenteils) erhalten, aber unbespielbar; Versetzung und Überarbeitung einer Orgel von Engers/Waldlaubersheim (1838), von dem Horn auch 5 (Gedeckt, Oktave, Flöte 8′ [sic!], Subbass, Oktavbass) der insgesamt 9 Register übernahm; pneumatische Kegellade, freistehenden Spieltisch (derzeit samt Pedal und Bank im Kirchenkeller eingelagert); um 1964 Umbau der Orgel (evtl. durch die Fa. E. Wagenbach/Limburg) im Zuge der Kirchenerweiterung (Entfernung des Gehäuses, die Pfeifen stehen samt den alten Windladen auf einer erhöhten Betonplatte, neuer Freipfeifenprospekt, Klangumbau); seit 20–25 Jahren wird ein Elektronium verwendet. |
| 1915    | Wilsenroth            | St. Bartholomäus                         |                     | II/P    | 10 (12)        | 59     | erhalten; pneumatische Kegellade, freistehender Spieltisch, Kosten: 3.800 M; 1960 Wiederaufbau der Orgel in der neuen Kirche unter Verwendung der alten Pneumatik, Windladen, des Spieltisch und eines Großteils des Pfeifenwerks durch Fa. E. Wagenbach/Limburg, nach Generalüberholung, Umdisponierung bzw. Erweiterung um 3 Register und Erstellung eines neuen (sehr einfachen) Freipfeifenprospektes ohne jegliche Seitenteile; 2004 erneute Generalüberholung Umdisponierung und Nachintonation durch Fa. Fischer & Krämer/Endingen. |
| 1915    | Herschbach            | St. Anna                                 |                     | II/P    | 26             | 60     | erhalten; pneumatische Kegellade, Prospekt von J.W.Schöler/Bad Ems (1772/73), urspr. freistehender Spieltisch (rechts des Gehäuses mit Blick zur Wand), Horns bisher dokumentierte zweitgrößte Orgel und seine größte erhaltene; 1968 und 1980/81 (Fa. E. bzw. P. Wagenbach/Limburg) und 2004 (Fa. Mayer/Heusweiler) Generalüberholungen: u. a. Umstellung auf Elektropneumatik (1980/81) und Austausch der Zungenstimmen (1980/81, 2004). |
| 1918    | Limburg               | St. Anna (Hospitalkirche)                | s. u. „Bemerkungen“ | II/P    | 15             | ?      | 1952 abgebrochen; Prospekt von J. Chr. Köhler/Frankfurt (1749) (?), evtl. Wiederverwendung einiger Register Köhlers durch Horn im II. Man.; 1952 Neubau durch Wagenbach-Kemper; 2005 Neubau durch Andreas J. Schiegnitz/Absheim-Grünstadt. Prospektansicht: thannheimer-orgelpfeifenbau.de abgerufen am 13. August 2015. |
| 1919    | Oberahr               | St. Blasius                              |                     | II/P    | 8              | ?      | in den 1990er Jahren abgebrochen; neuromanischer Prospekt, freistehender (zuletzt ziemlich ramponierter) Spieltisch (leider zuletzt ohne Werkstattschild), August/September 1919 errichtet; kein Neubau (wohl seither elektronische Orgel). |
| 1921    | Holzhausen über Aar   | evangelische Kirche                      |                     | I/P     | 7              | ?      | erhalten; pneumatische Kegellade, barockes Gehäuse (1708 oder 1718) – angeblich 1819 aus Braubach übernommen, seitenspielige Brüstungsorgel. |
| 1921    | Steeden               | Altlutherische Zionskirche (heute: SELK) | –                   | I       | 5              | ?      | 1958 abgebrochen; pneumatische Kegellade; 1958 Neubau durch Fa. Weißenborn/Braunschweig. |
| um 1930 | Lykershausen          | St. Johannes                             | –                   | ?       | ?              | ?      | nicht erhalten; Abnahme erfolgte 1930; derzeit wird ein Yamaha-Elektronium benutzt. |

Aufgrund einer Liste des Limburger Orgelsachverständigen Carl (Karl) Walter über erfolgte Orgelneubauten im Bistum Limburg von 1897 bis einschl. 1903 kann mit Sicherheit davon ausgegangen werden, dass Carl Horn bis zum Jahr 1903 (einschließlich) zehn Orgeln für katholische Kirchen im Bistum Limburg und (bisher nachgewiesen) eine Orgel für eine altlutherische Kirche (Gemünden/Ww.) gebaut hat. Viele der genannten Abbruchsjahre konnten durch eine (leider nicht ganz vollständige) Orgelneu- bzw. -umbauliste des Bistums Limburg für die Jahre 1948 bis 1991 bestätigt bzw. z. T. auch gegen anderslautende Quellen korrigiert werden.

### Bisher undatierbare Orgelneubauten
Folgende Orgelbauten der Fa. Carl Horn können bisher keinem Erbauungsjahr zugeordnet werden (alphabetische Reihenfolge):
| Jahr                         | Ort                 | Gebäude                                    | Bild | Manuale | Register | Opus | Bemerkungen |
| ---------------------------- | ------------------- | ------------------------------------------ | ---- | ------- | -------- | ---- | --- |
| ?                            | Diez                | Herz-Jesu                                  |      |         |          |      | 1965 abgebrochen; 1965 Neubau durch die Fa. E. Wagenbach, Limburg. Prospektansicht: kath-diez.de abgerufen am 15. März 2015. |
| ?                            | Kalbach             | St. Laurentius                             | –    | II/P    | 8        |      | 1979 abgebrochen; 1967 Umdisponierung durch die Fa. Förster & Nicolaus/Lich, wobei nur noch vier Register Horns im Original übrigblieben; Neubau 1979 durch Fa. Peter Wagenbach/Limburg. |
| ?                            | Kölbingen-Möllingen | kath. Kirche auf dem Schönberg             |      | I/P     | 11       | ?    | erhalten; mechanische Kegellade, älterer Barockprospekt (18. Jh., Frankfurter Gegend?), seitenspielige Brüstungsorgel (Spielschrank links); 2013 Renovierung der Orgel durch Fa. Hardt-Orgelbau/Möttau.                                                                                               |
| ?                            | Kroppach            | kath. Kapelle                              |      | ?       | ?        | ?    | 1936 abgebrochen. |
| zwischen 1910 und 1913       | Frankfurt/M.        | St. Gallus                                 |      | ?       | ?        | ?    | 1944 zerstört(?); 1956/57 Einbau einer ursprünglich für die Leonhardskirche vorgesehenen, bei Transferierung aber verkleinerten Orgel der Fa. Walcker/Ludwigsburg (op. 3501). |
| nach 1915 (?)                | Marienhausen        | ehem. Klosterkirche der Zisterzienserinnen | –    | ?       | ?        | ?    | nicht erhalten(?). |
| evtl. zwischen 1904 und 1911 | Wirzenborn          | Wallfahrtskirche „Unserer Lieben Frau“     |      | I/P     | 7        | ?    | erhalten; pneumatische Kegellade; 1959 Umdisponierung und Umstellung auf mechanische Traktur (wahrscheinlich unter Verwendung einer gebrauchten Schleiflade) und Errichtung eines aus 27 Pfeifen bestehenden, symmetrischen Freipfeifenprospekts (wahrscheinlich durch die Fa. E. Wagenbach/Limburg). |

### Orgelreparaturen, Stimmverträge u.a.
Folgende von der Orgelbauwerkstatt Carl Horn durchgeführte Reparaturen, mit ihr abgeschlossene Stimmverträge etc. konnten bisher eruiert werden:
- 1894 (30. Juli) (sic!): Montierung der neuen, von der Fa. Keller gelieferten Balganlage an der alten Orgel in der St. Georgskirche Pfaffenwiesbach;[168]
- 1896: Hinzufügung einer Gamba 8′ an der Orgel in der Abtei Marienstatt;[169]
- 1900/01: Reparatur der durch Blitzschlag am 3. Juli beschädigten Schöler-Orgel in Herschbach und Einbau einer neuen Gamba 8′;[170]
- 1901, 1902: Reparatur (Bälge) und Stimmung der Voigt-Orgel in Oberreifenberg;[171]
- 1904: Reparatur und Stimmung der Voigt-Orgel in Oberreifenberg;[171]
- 1911 (27. Januar): Reparatur der Orgel in Dörnberg;[172]
- 1917 (10. Juli): Ausbau, Abmessung und Skizzierung der 29 Prospektpfeifen (47 kg Zinn) an der Orgel der Gebrüder Keller (1876) in Kransberg zwecks Ablieferung für Kriegszwecke;[173]
- 1919: Verhandlungen wegen eines (schließlich aber nicht zustande gekommenen) Orgelneubaus für Hattersheim;[174]
- 1923 (28. Mai): Reparatur und Stimmung der Orgel in Kransberg für 20.080 M;[175]
- 1924 (8. November): Stimmung und Reparatur der Orgel Wehen;[176]
- 1925 (8. Juli. bis 30. September): Ergänzung kriegsbedingt fehlender Prospektpfeifen an der Orgel Wehen;[176]
- 1926 (Rechnung vom 21. April): Ersetzung von 54, im Jahr 1923 bei einem Diebstahl entwendeter Pfeifen an der Orgel in Pfaffenwiesbach;[177]
- 1927 (oder erst 1929?): Wiedereinbau der Prospektpfeifen (Zink-Aluminium-Legierung) an der Orgel in Kransberg;[178]
- 1927: Reparatur (Mechanik) und Stimmung der Voigt-Orgel in Oberreifenberg;[171]
- 1928 (9. Januar): Stimmung und Reparatur der Orgel in Wehen;[176]
- 1929: Umänderung der Bälge, Reparatur (Mechanik) und Stimmung der Voigt-Orgel in Oberreifenberg;[171]
- 1929 (kurz vor Weihnachten): Reparatur und Einbau eines elektrischen Gebläses in der Pfaffenwiesbacher Orgel für 700 RM (Zuschreibung an Horn allerdings unsicher, da keine Rechnung mehr vorhanden);[179]
- (o. J.): Stimmvertrag für die Orgel in Niederwalluf.[180]